# Храми Абу-Сімбел
Абу-Сімбельські храми — два давньоєгипетські храми вирізьблені у скелі біля селища Абу-Сімбел (араб. أبو سمبل), у Нубії, Верхній Єгипет, неподалік від кордону з сучасним Суданом. Храми розташовані на західному березі Озера Насера, за 230 км на південний захід від міста Асуан (близько 300 км по дорозі). Комплекс є частиною Світової спадщини ЮНЕСКО, що разом має назву «Нубійські пам'ятники», які розташовані вниз по річці від Абу-Сімбела до острова Філи (біля Асуану). Обидва храми були вирізані зі скелі в 13-му столітті до.н.е, під час правління 19-ї династії Фараона Рамсеса II. Ці витривалі пам'ятники споруджені на честь правителя і його дружини Нефертарі, і вшановували його перемогу у Битві при Кадеші. 
1968 року комплекс було повністю перенесено на штучний куполоподібний пагорб над водосховищем  Асуанської греблі. Переміщення храмів було необхідним, інакше вони б були затоплені водою новоутвореного озера Несера — великого штучного водосховища, що виникло після будівництва Асуанської греблі на річці Ніл. Перенесенням керував польський археолог Казімєж Міхаловський.

## Історія

### Спорудження

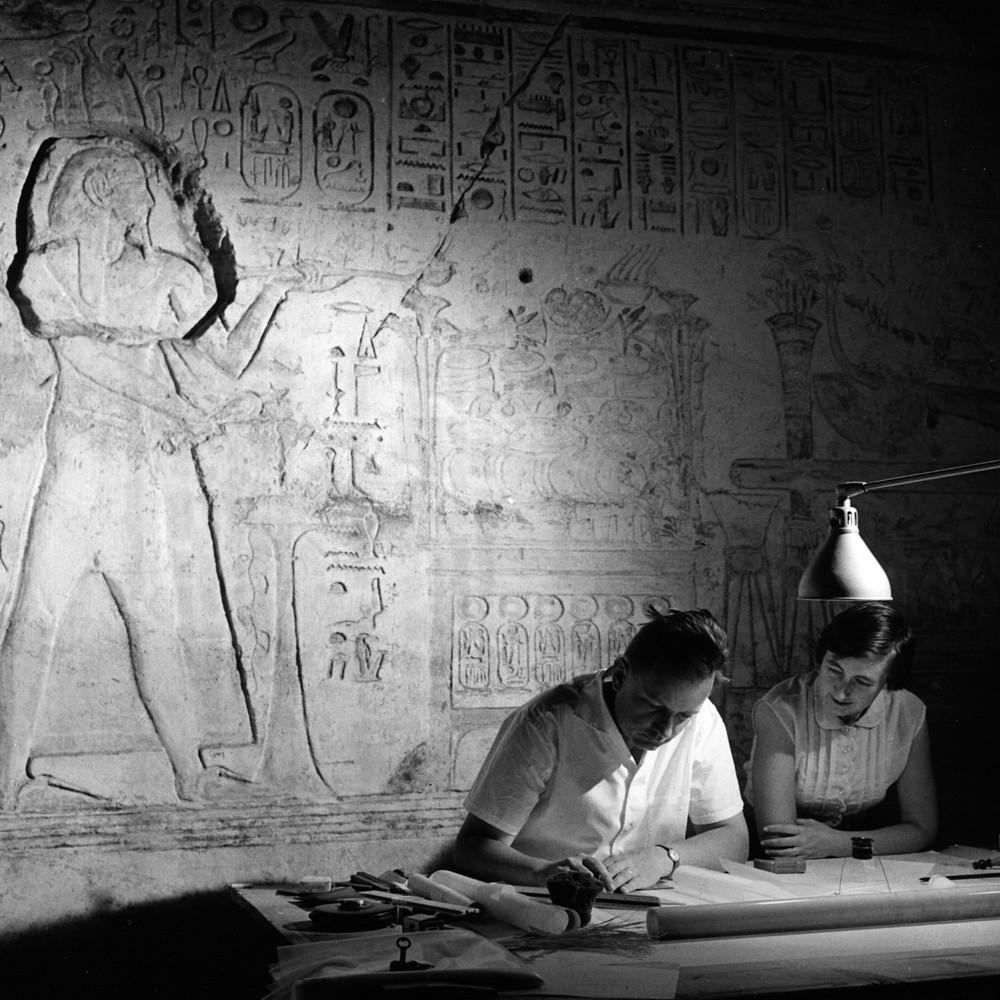
Женевський архітектор, Жан Жаке, експерт ЮНЕСКО, проводить архітектурне обстеження Великого храму Рамсеса II (1290 - 1223 до н.е.).

Під час свого правління, Рамсес II розпочав масштабну будівельну компанію по всьому Єгипту і, зокрема, в Нубії, яку контролював Єгипет. Нубія була дуже важлива для Єгипту, оскільки вона була джерелом золота й інших коштовних товарів. Тому там він побудував кілька великих храмів, з метою показати Єгипетську могутність і вразити народ Нубії з метою асиміляції. Найбільш відомими храмами є вирізьблені в скелі храми поблизу тодішнього міста Меха (тепер — Абу-Сімбел), на другій катаракті Нілу, на межі між Нижньою і Верхньою Нубією. Там було споруджено два храми: Великий Храм, присвячений самому Рамсесу II, і Менший Храм, присвячений його головній дружині королеві Нефертарі.
Побудова комплексу розпочалася приблизно в 1264 р. до.н.е і тривала 20 років, до 1244 р. до.н.е. Він був відомий як "Храм Рамсеса, улюбленця Амона".

### Віднайдення
Із плином часу, храми були забуті й закинуті і зрештою були засипані піском. До 6-го століття до н.е., пісок укрив статуї головного храму до самих колін. Храм залишався забутим до 1813 року, коли швейцарський орієнталіст Йоганн Людвіг Буркгардт знайшов верхівку фризи головного храму. Буркгардт розповів про своє відкриття італійському досліднику Джованні Бельцоні, який прибув на це місце, але так і не зміг відкопати вхід у храм. Бельцоні повернувся в 1817, і цього разу реалізував всій намір потрапити у комплекс. Детальний ранній опис храмів, разом із тогочасними малюнками, можна знайти у Описанні Єгипта (1825–1828) Едварда Вільяма Лейне.

### Переміщення

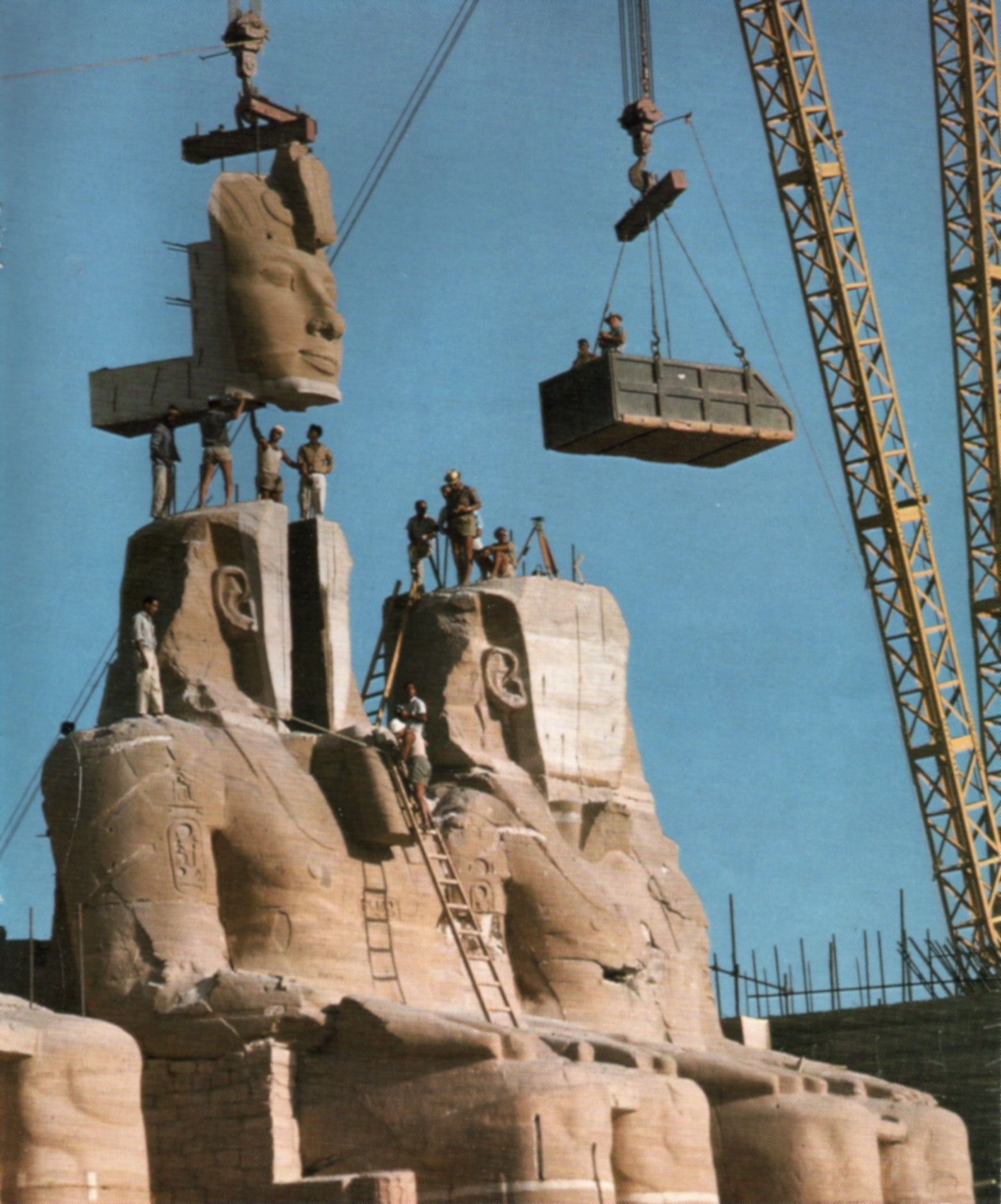
Статуя Рамсеса Великого біля Великого Храму комплексу Абу-Сімбела збирається після її перенесення в 1967 задля збереження її від затоплення.

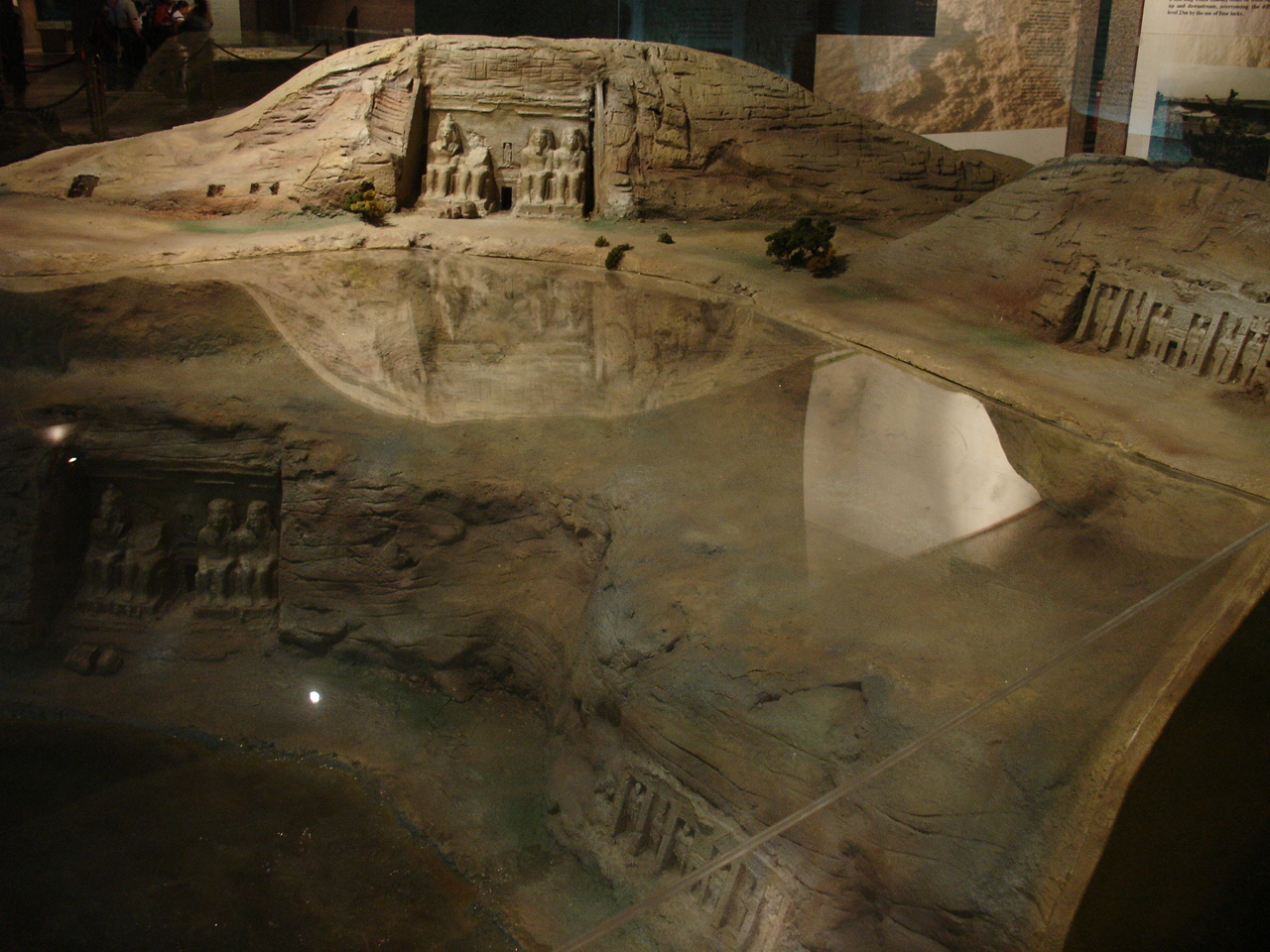
Масштабована модель показує оригінальне і теперішнє розташування храму (із врахуванням рівня води). Знаходиться в Нубійському музеї, в місті Асуан

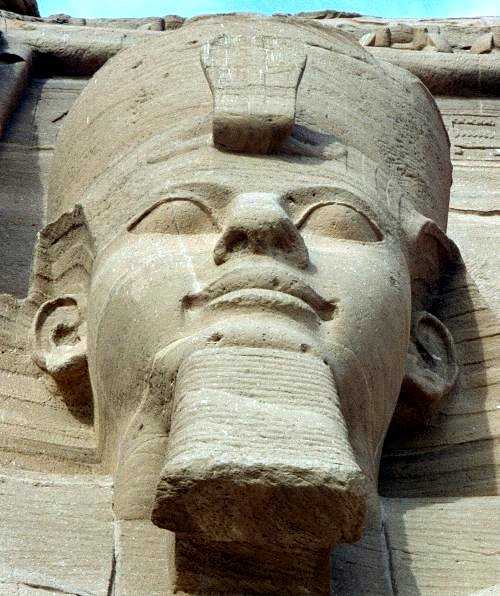
Великий план однієї з колосальних статуй Рамсеса II який носить подвійну корону, що символізує Нижній і Верхній Єгипет

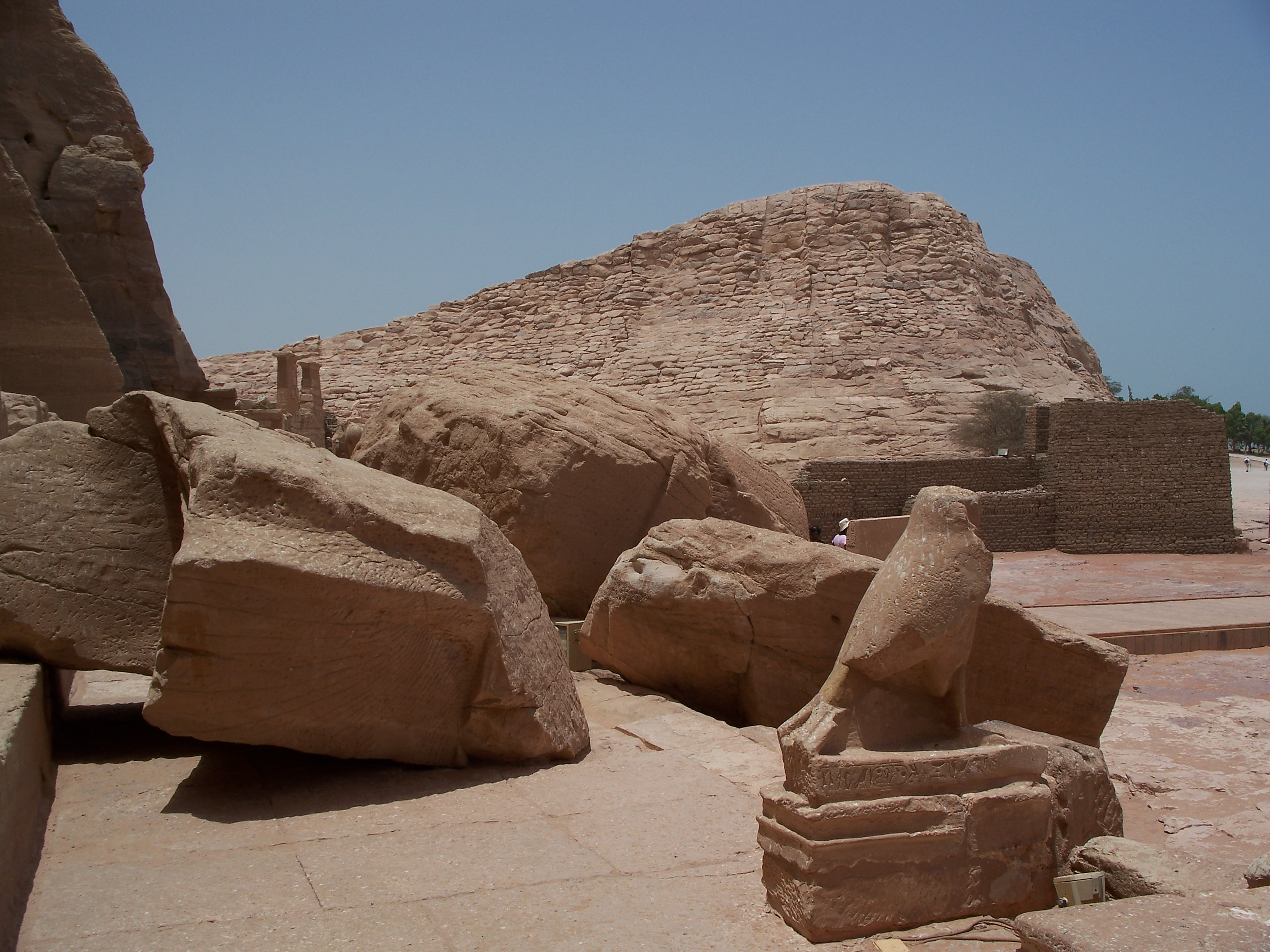
Розвалений колос Великого Храму, який впав під час землетрусу, що відбувся невдовзі після його спорудження. При переміщенні храму колос вирішили залишити як і було, оскільки обличчя статуї відсутнє.

В 1959 розпочалася міжнародна благодійна компанія по збереженню пам'ятників Нубії: найпівденніші реліквії цієї стародавньої людської цивілізації були під загрозою затоплення через підняття рівня води Нілу, у результаті будівництва Асуанської високої греблі.
Однією з пропозицій по збереженню храмів була ідея Вільяма Мак-Кітті, відповідно якої пропонувалося збудувати ще одну греблю довкола храмів, щоб б вода утримувалася на рівні висоти води в старому Нілі. Також пропонувалося створити підводні оглядові камери. 1962 року цю ідею оформили як пропозицію архітектори Джейн Дрю і Максвел Фрай і інженер-будівельник Ове Аруп. Вони вважали, що ідея з підняттям храму не враховувала ефекти ерозії піщаного каменю, яку спричиняють пустельні вітри. Однак їх пропозиція була відкинута, хоча й була визнана надзвичайно елегантною.
Компанія з порятунку храмів Абу-Сімбела розпочалася в 1964 багатонаціональною командою археологів, інженерів і досвідчених операторів важкої будівельної техніки, які працювали разом під керівництвом ЮНЕСКО; це коштувало близько $40 мільйонів на той час. Протягом 1964-1968 рр., вся ділянка була ретельно розрізана на великі блоки (до 30 тонн вагою, в середньому по 20 тонн), розібрана, перенесена й зібрана на новому місці, що розташоване на 65 метрів вище і на 200 метрів далі від річки. Це було одним із найбільших досягнень археологічного будівництва в історії. Деякі структури навіть були врятовані з-під води озера Несер. Зараз, декілька сотень туристів на день можуть відвідувати ці храми. Конвої з автобусів і автомобілів в двічі на день під охороною приїжджають із найближчого міста Асуан. Багато відвідувачів прибувають на літаках на злітну смугу, що була споруджена спеціально для відвідування комплексу храмів.
Комплекс складається з двох храмів. Більший із них присвячений Ра-Харахти, Птаху і Амону, що були трьома державними божествами Єгипту того часу, а також має чотири великих статуї Рамсеса II на фасаді. Менший храм присвячений богині Хатхор, що вважається уособленням улюбленої дружини фараона Нефертарі. Храми відкриті для публічного відвідування.

## Великий храм

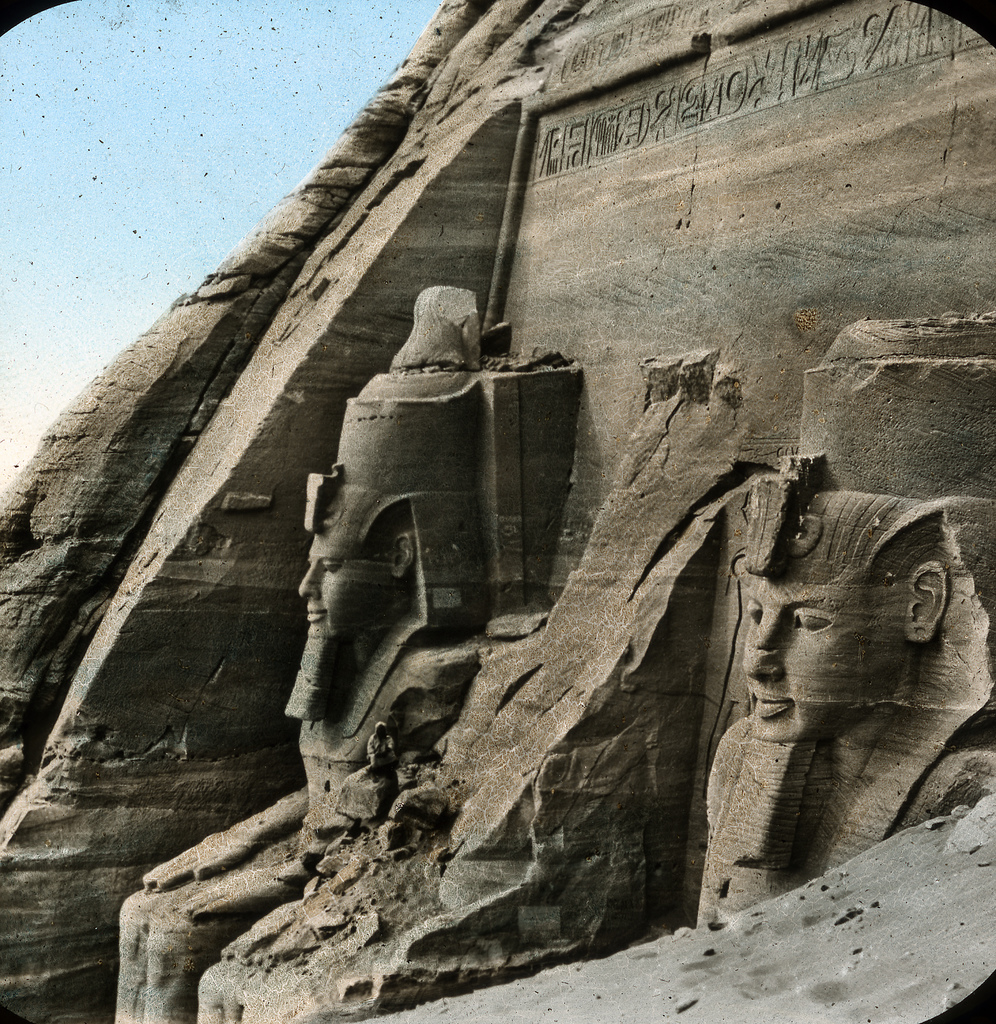
Вигляд на частково відкопаний Великий Храм, якщо стояти праворуч від нього, із людиною в кадрі, що показує масштаб споруди

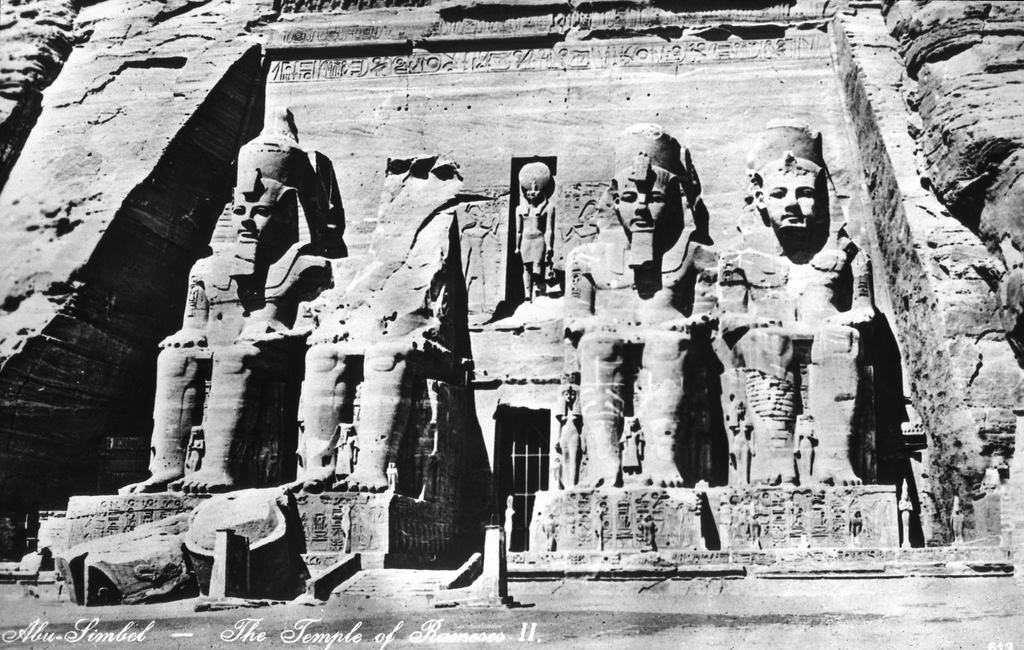
Фронтальна частина Великого храму на час до 1923

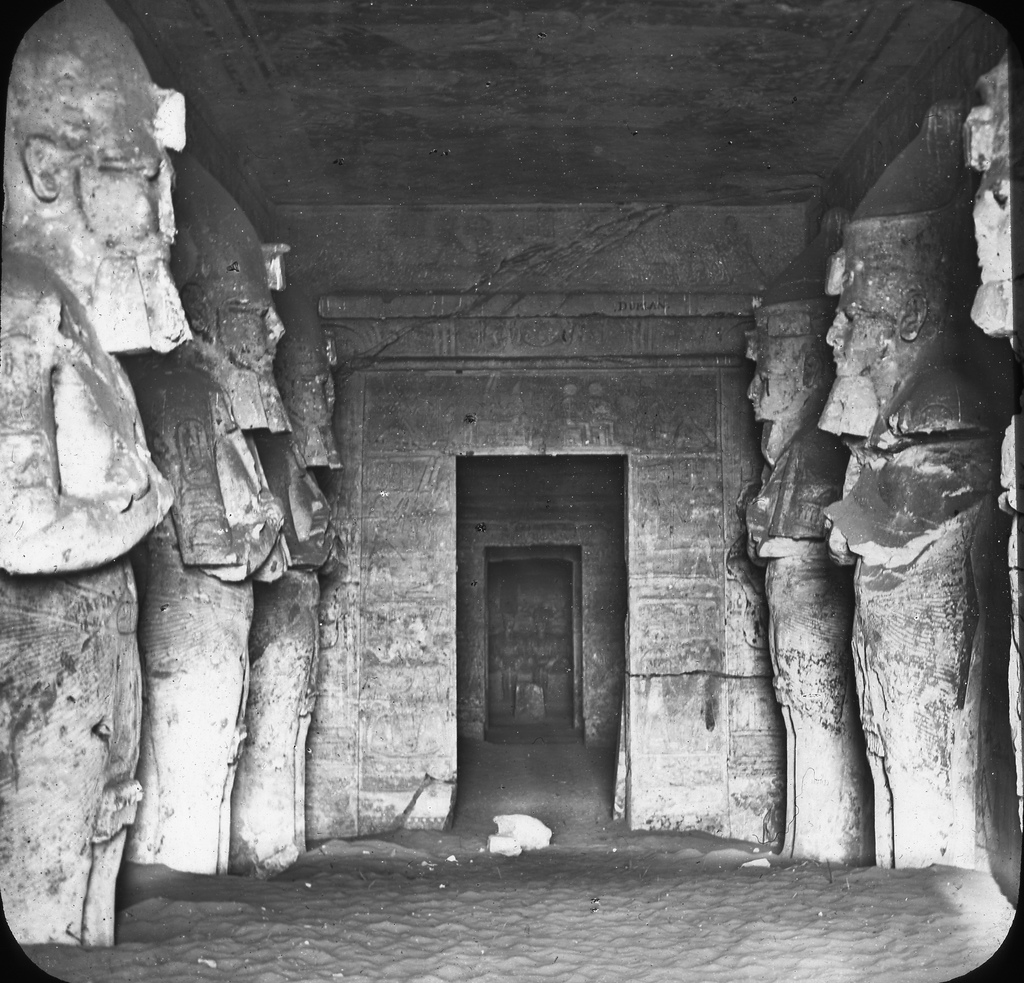
Інтер'єр Великого храму, перед очищенням

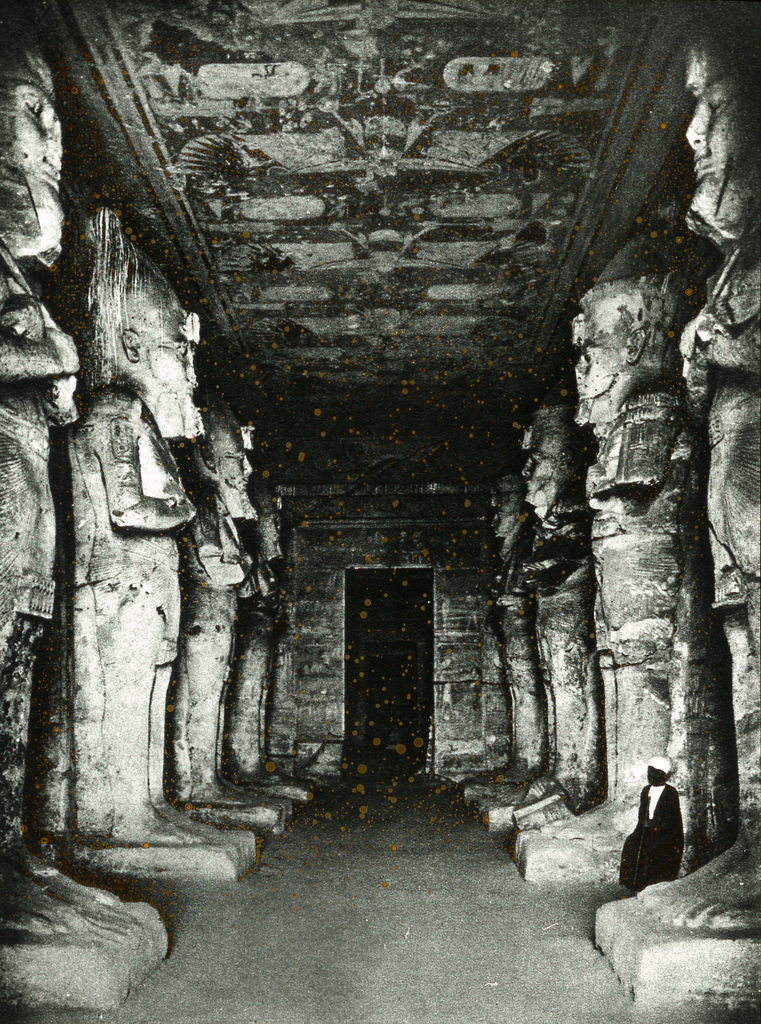
Інтер'єр Великого храму, після очищення

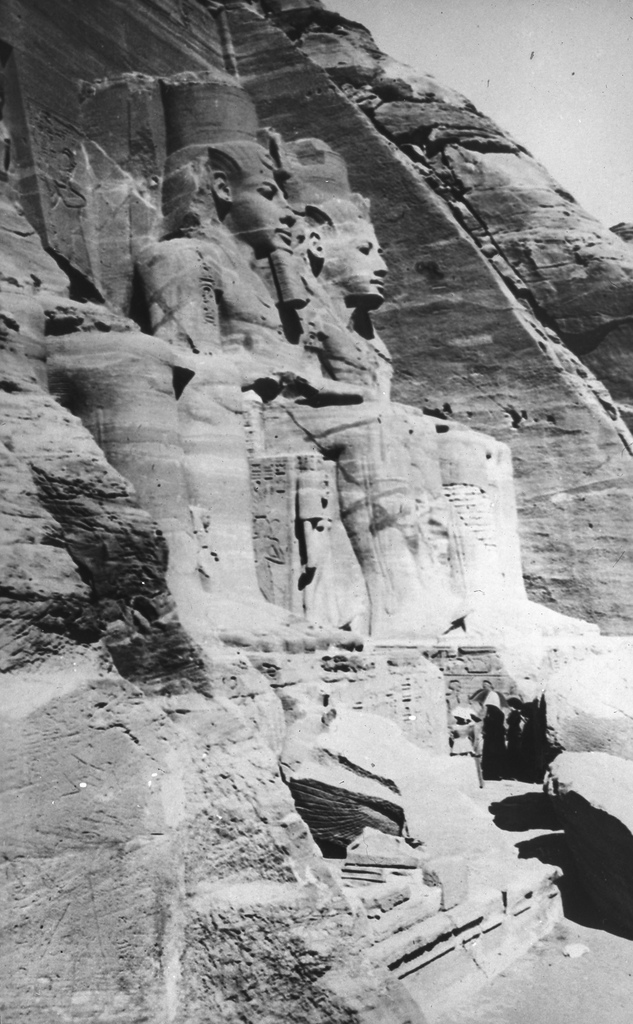
Фігури людей, що стоять на вході у Великий храм, фото віком приблизно до 1923

Великий храм в Абу-Сімбелі, на побудову якого пішло близько двадцяти років, було завершено на 24 році правління Рамсеса Великого (що відповідає 1265 р. до.н.е). Він був присвячений богам Амон, Ра-Горахти, і Птаху, а також самому Рамсесу. Цей храм вважають найвеличнішим і найкрасивішим з усіх храмів, що були споруджені під час правління Рамсеса II, і одним із найкрасивіших у Єгипті.

### Вхід у храм
Фасад храму завширшки в 35 метрів прикрашають чотири колосальні 20 метрові статуї Фараона. Верхівка прикрашена фрезою із 22 бабуїнами.  Статуї колосів були вирізьблені прямо зі скелі, в якій розміщувався храм до його переміщення. Всі статуї зображають Рамсеса II, який сидить на троні і носить на голові подвійну корону, що символізує владу над Верхнім і Нижнім Єгиптом. Статуя ліворуч від входу була пошкоджена землетрусом, цілою залишилася лише нижня частина, голова й торс лежать біля ніг статуї.
Поряд із ногами колосів є інші статуї, які не вищі за коліна Фараона. Вони зображають Нефертарі, улюблену дружину Рамсеса, і королеву-матір Мут-Туй, його перших двох синів Амун-гер-хепешеф, Рамсес, і його перших шістьох дочок Бінтанат, Бакетмут, Нефертарі, Мерітамон, Небеттаві і Ізетнофрет.
Сам вхід увінчаний барельєфом, на якому висічено два зображення фараона, який поклоняється Ра-Гарахті із головою сокола, статуя якого стоїть у великій ніші. У правій руці бог тримає ієрогліф "користувач" і Маат, (богиня-уособлення світопорядку та істини) в лівій руці; це ніщо інше як велетенська криптограма титульного імені Рамсеса II', Користувач-Маат-Ре. Фасад увінчано рядом із 22 бабуїнів, руки яких піднято до неба, які ймовірно поклоняються сонцю, що сходить. Ще однією примітною деталлю фасаду є стела, якою відзначено шлюб Рамсеса з дочкою короля Хаттусілі III, який закріплював мир між Єгиптом і Хетською імперією.

### Інтер'єр
Внутрішня частину храму має таку ж трикутну схему, якої дотримувалися й більшість Єгипетських храмів: приміщення звужується від входу до святилища. Храм є складним за будовою і досить незвичайним, оскільки має багато бічних ніш. Його гіпостильна зала (що іноді називається пронаосом) має довжину 18 метрів і ширину 16,7 метрів і опирається на вісім великих Осіридських стовпів, що зображають обожествленого Рамсеса, пов'язуючи його із богом Осірісом, богом Потойбіччя, символізуючи вічну природу фараона. Колосальні статуї по ліву руку носять білу корону Верхнього Єгипту, а статуї на протилежному боці носять подвійну корону Верхнього й Нижнього Єгипту (Пшент). Барельєфи на стінах пронаоса зображають сцени битв військових походів, які проводив правитель. Більша частина скульптури присвячена Битві при Кадеші, на річці Оронт, на території сучасної Сирії, в якій Єгипетський правитель бився проти Хеттів. Найвідоміший барельєф зображає царя на колісниці, з якої він випускає стріли по ворогах, що тікають. Інші сцени показують Єгипетські перемоги в Лівії й Нубії.
Після гіпостильної зали, починається друга зала, що має чотири колони із прекрасними сценами із підношеннями богам. Там зображені Рамсес і Нефертарі на священних човнах Амун і Ра-Гарахті. Цей зал проходить далі до поперечного передпокою в середині якого розташований вхід до святилища. Тут, на чорній стіні, розташовані скульптури чотирьох сидячих фігур: Ра-Горахти, божественний правитель Рамсес і боги Амон Ра і Птах. Ра-Горахти, Амон Ра і Птах були основними божествами того періоду, а центри поклоніння їм були в Геліополі, Фівах і Мемфісі відповідно.

### Розташування відносно Сонця
Вважають, що стародавніми Єгипетськими архітекторами храм було орієнтовано таким чином, що 21-22 жовтня і 21-22 лютого, промені сонця будуть потрапляти в святилище й освітлювати всі скульптури біля задньої стінки, крім однієї скульптури Птаха, бога що мав зв'язок із потойбічним світом, який завжди залишався в темряві. Люди збиралися біля Абу-Сімбела аби спостерігати за цим видовищем.
Імовірно, ці дати відповідають дню народження фараона та дню його коронації, але очевидних доказів цьому не існує. Однак логічно припустити що ці дати мали певний зв'язок з якоюсь із видатних подій, наприклад, із тридцятирічним ювілеєм правління фараона. Відповідно до розрахунків, зроблених на основі геліактичного сходу Сіріуса (Sothis) і зіставлення їх із написами, знайденими археологами, цією датою мало бути 22 жовтня. Образ царя посилювався і оживлявся енергією сонячної зірки, і божественний Рамсес Великий міг зайняти своє почесне місце поруч із Амон Ра і Ра-Горахти.
Через перенесення храму або зміну орієнтації земної осі протягом минулих 3280 років, вважають що кожна з цих дат змістилася ближче до сонцестояння, тобто, явище можна спостерігати 22 жовтня і 20 лютого (за 60 днів перед і через 60 днів після сонцестояння, відповідно).

### Грецьке Графіто
На лівій нозі колосальної статуї сидячого Рамсеса II нанесене добре відоме графіто грецькою мовою, воно розташоване з південної боку при вході в храм і повідомляє наступне:
|  | "Коли король Псамметіхус (тобто, Псамметіх II) прибув до Елефантини, це було написано тими, хто плив разом із Псамметіхусом, сином Теокла, і вони запливли далі за Керкіс доки дозволяла річка. Тих, хто розмовляв іноземними мовами (грецькою й карійською, вони також залишили свої імена на пам'ятнику), вів Потасімто, єгиптяни Амасіса. |

 Керкіс розташований біля п'ятої катаракти Нілу «яка перебувала в глибині території Кушитського царства».

## Менший храм

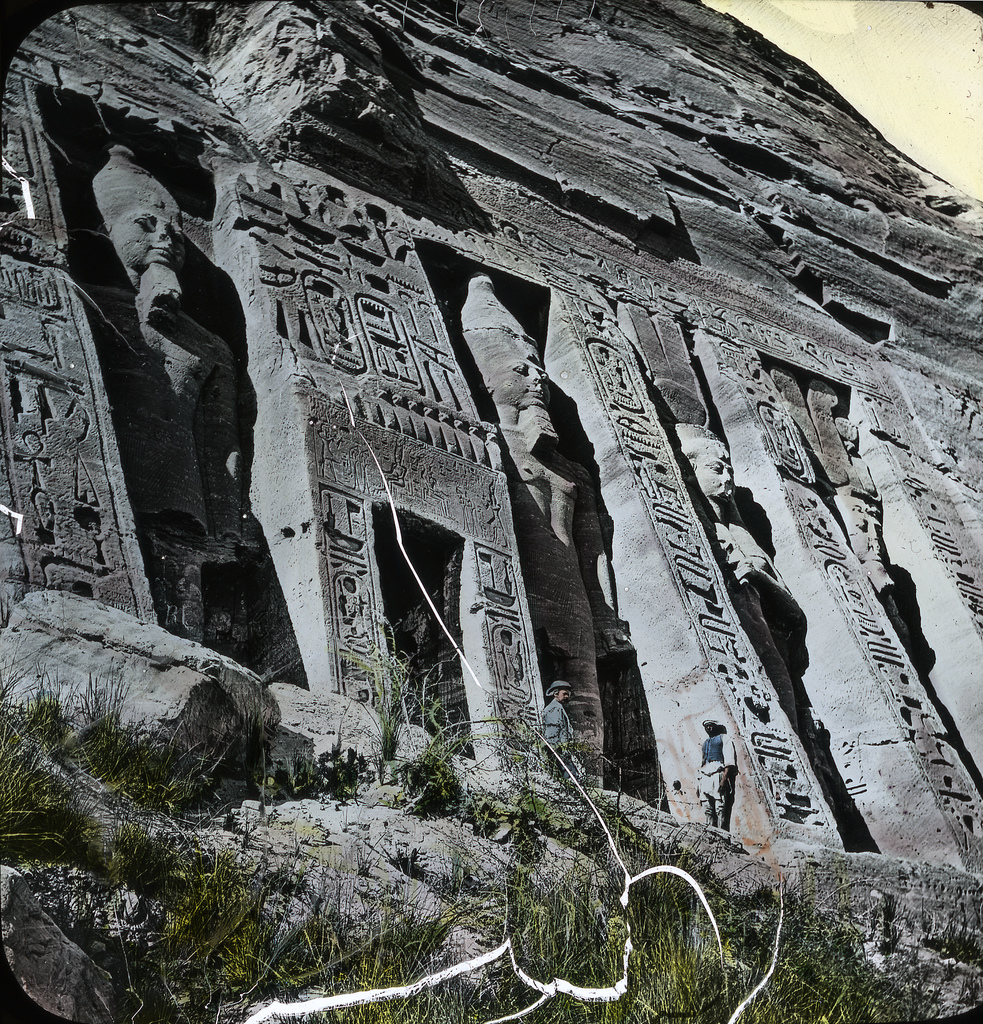
Менший храм, вигляд знизу і зліва, фото до 1923

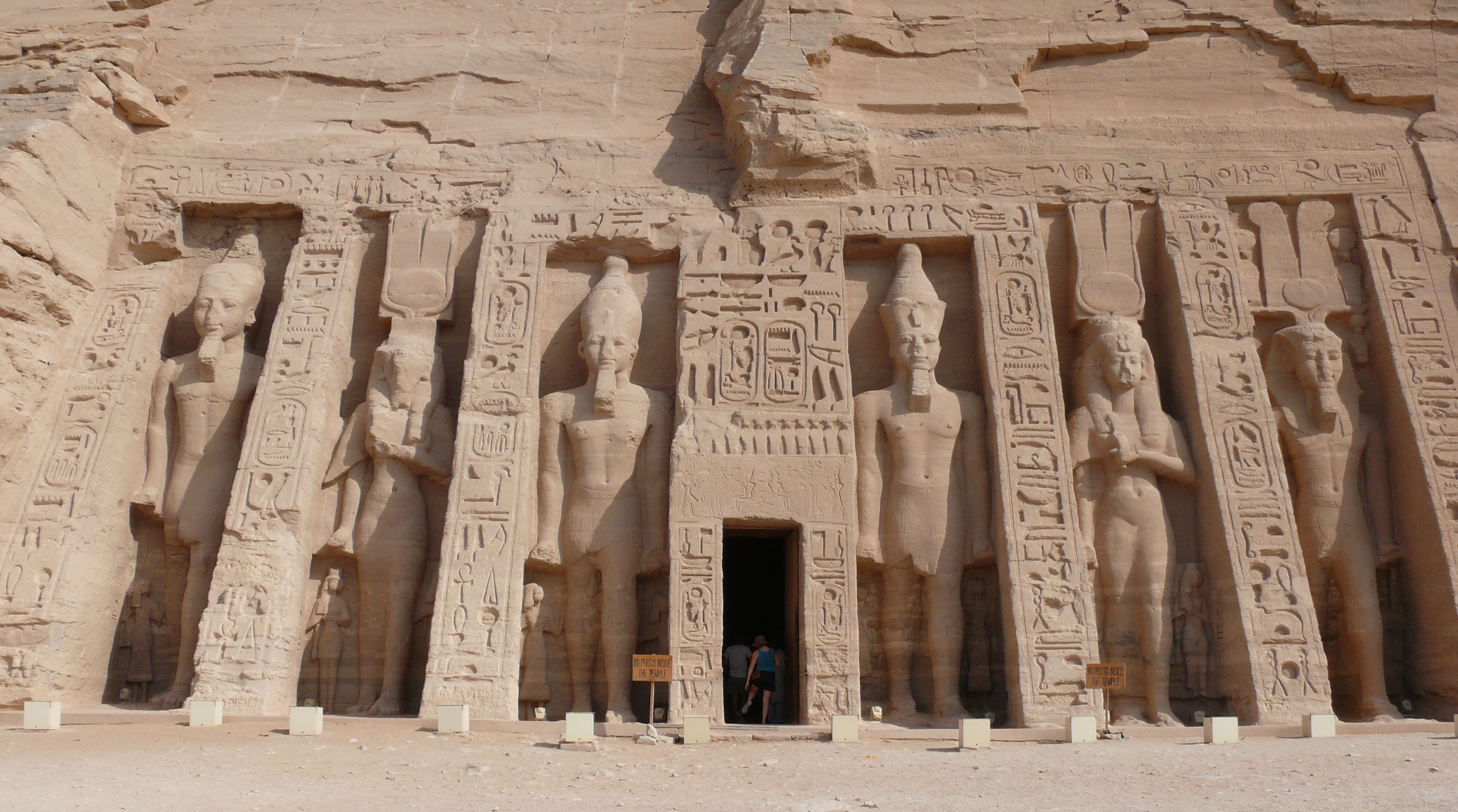
Менший храм після перенесення

Храм богині Хатхор і королеви Нефертарі, що також відомий як Малий Храм, був збудований приблизно за сто метрів на північний схід від храму фараона Рамсеса II. Це був другий випадок в історії стародавнього Єгипту, коли храм було присвячено королеві. Перед тим Ехенатон присвятив храм своїй головній царській дружині, Нефертіті. Вирізьблений з каменю фасад прикрашено двома групами колосів, які розділені між собою великими воротами. Статуї, трохи більші за 10 метрів в висоту, є статуями правителя і його королеви. На другій стороні порталу знаходяться дві статуї правителя, одна з них має білу корону Верхнього Єгипту (південний колос) і подвійну корону (північний колос); їх оточують статуї королеви.

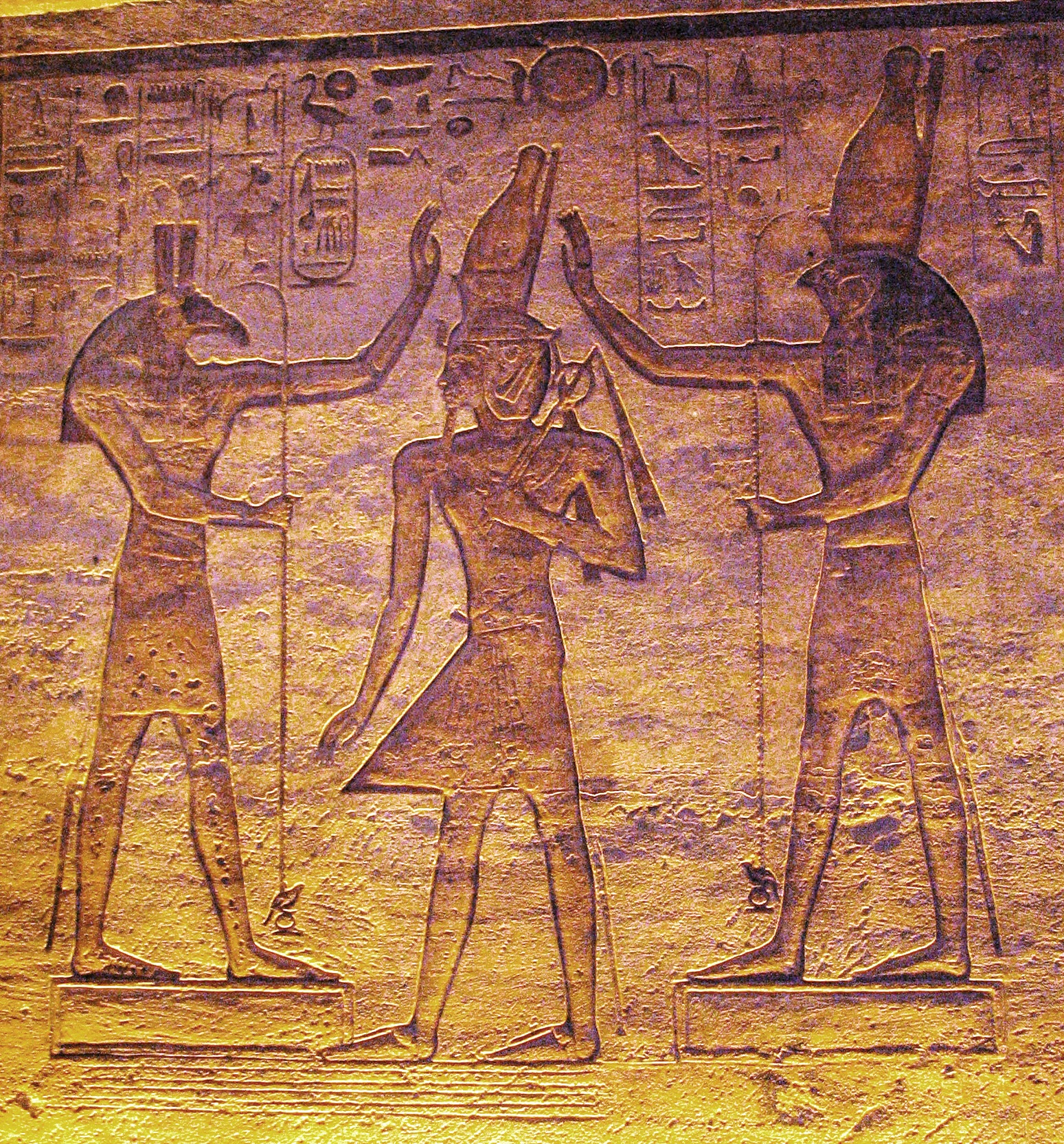
Боги Сет (ліворуч) і Гор (праворуч) благословляють Рамсеса в малому храмі Абу-Сімбела

Визначальним є те, що це є одним із небагатьох прикладів в мистецтві Єгипту, де статуї правителя і його дружини мають однаковий розмір. Традиційно, статуї королев стояли поруч із фараоном, але ніколи не були вищими його колін. Рамсес з дружиною відвідували Абу-Сімбел на 24-му році свого правління. Як і у Великому Храмі фараона, в Малому храмі є менші статуї принців і принцес поруч із батьками. В цьому храмі вони розміщенні симетрично: на південній стороні (зліва якщо стояти обличчям до воріт), зліва направо стоять статуї, принців Меріатума і Мерира, принцес Мерітамон та Генуттаві, і принців Рахірвенемеф та Амун-гер-хепешеф, в той час як на північній стороні ті самі фігури представлені в протилежному порядку. Планування Малого Храму є спрощеною версією Великого Храму.

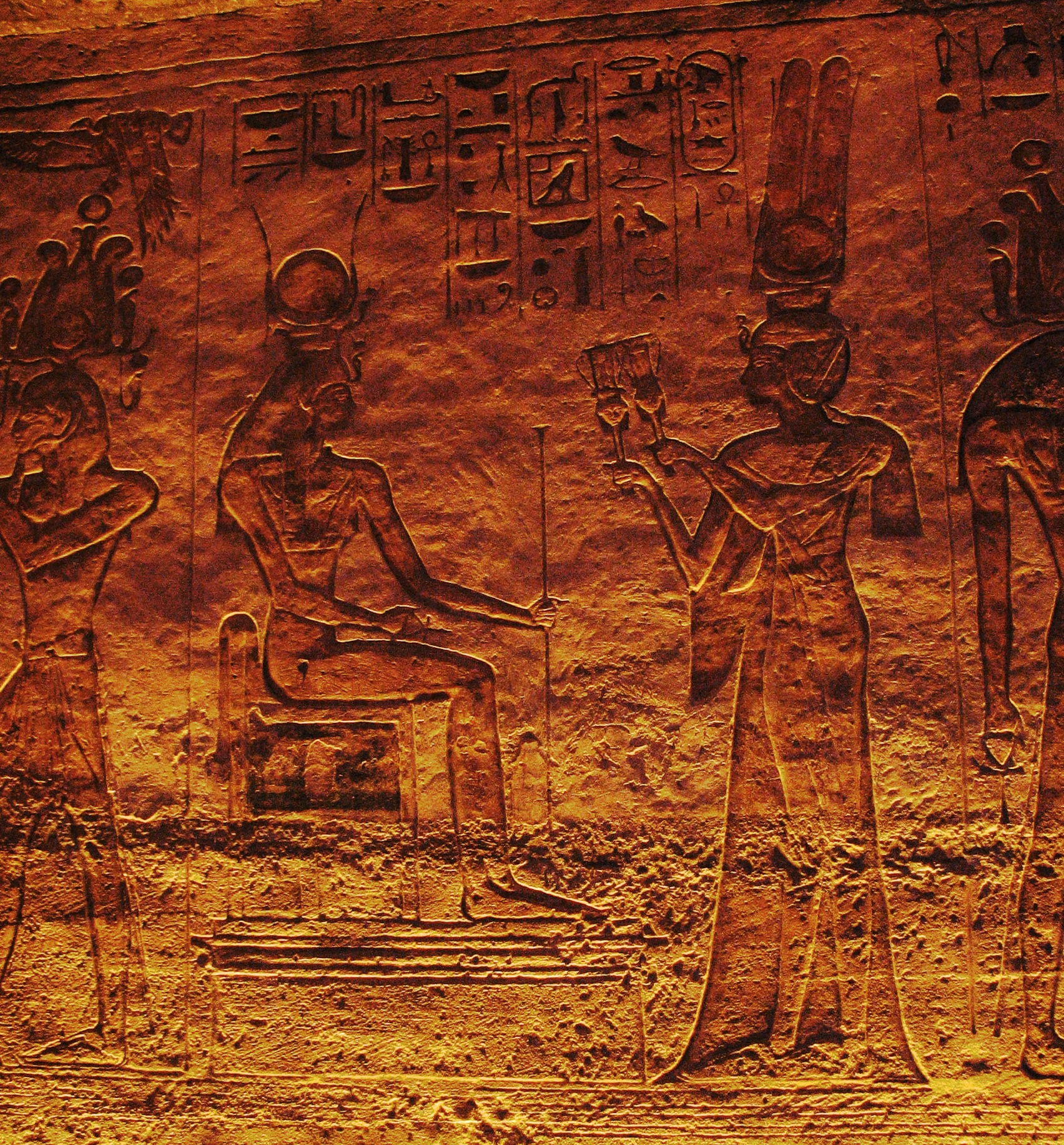
Нефертарі протягує Систр до сидячої богині Хатхор, фриз всередині Малого Храму

Як і у великому храмі фараона, в храмі є гіпостильна зала або пронаос, який підтримують шість колон; однак, в цьому випадку це не колони Осіріса, які зображали короля, а декоровані сценами в яких королева грає на систрі (an instrument sacred to the goddess Hathor), разом із богами Гором, Хнумом, Хонсу, і Тотом, і богинями Хатхор, Ісідою, Маат, Мут із Ашера, Сатіс і Тауртом; в одній із сцен Рамсес дарує квіти або палаючі пахощі. Верхівки колон мають обличчя богині Хатхор; цей тип колон називають Хатхоричним. Барельєфи в колонному залі зображають обожнювання фараона, знищення ним ворогів на півночі і на півдні (в цих сценах правителя супроводжує дружина), і королеви, яка приносить дари богиням Хатхор і Мут. За гіпостильною залою знаходиться вестибюль, доступ до якого веде через три великі двері. На південній і північній стінах цієї зали є два поетичні барельєфи, що зображають фараона і його дружину, які приносять в дарунок рослини папіруса Хатхор, яка зображена у вигляді корови на човні, що пливе  в заростях папіруса. На західній стіні, Рамсес II і Нефертарі приносять дарунки богу Гору і божествам пов'язаними з Катарактами — Сатісу, Анубісу та Хнуму.
Видовбане в камінні святилище і дві ніші по обидва боки з'єднані із поперечним вестибюлем і вирівняні по осі із храмом. Барельєфи на бокових стінах невеликого святилища зображають сцени пожертвувань різним богам фараоном або його дружиною. На задній стіні, що простягається на захід здовж осі храму, знаходиться ніша в якій Хатхор, священна корова, ніби виходить із гори: богиня зображена як господиня храму, який присвячений їх і королеві Нефертарі, яка тісно пов'язана із богинею.

## Клімат
Класифікація кліматів Кеппена визначає клімат цієї місцевості як гарячий пустельний клімат (BWh).
| Клімат Абу-Сімбел         | Клімат Абу-Сімбел | Клімат Абу-Сімбел | Клімат Абу-Сімбел | Клімат Абу-Сімбел | Клімат Абу-Сімбел | Клімат Абу-Сімбел | Клімат Абу-Сімбел | Клімат Абу-Сімбел | Клімат Абу-Сімбел | Клімат Абу-Сімбел | Клімат Абу-Сімбел | Клімат Абу-Сімбел | Клімат Абу-Сімбел |
| Показник                  | Січ.              | Лют.              | Бер.              | Квіт.             | Трав.             | Черв.             | Лип.              | Серп.             | Вер.              | Жовт.             | Лист.             | Груд.             |                   |
| Середній максимум, °C     | 23,6              | 26                | 30,2              | 35,3              | 39,1              | 40,6              | 40,2              | 40,2              | 38,7              | 36                | 29,7              | 24,9              |                   |
| Середня температура, °C   | 16,4              | 18,2              | 22,1              | 27                | 31                | 32,7              | 32,7              | 32,9              | 31,4              | 28,8              | 22,7              | 18,1              |                   |
| Середній мінімум, °C      | 9,2               | 10,4              | 14,1              | 18,8              | 23                | 24,8              | 25,3              | 25,7              | 24,2              | 21,6              | 15,8              | 11,4              |                   |
| Норма опадів, мм          | 0                 | 0                 | 0                 | 0                 | 0                 | 0                 | 0                 | 0                 | 0                 | 0                 | 0                 | 0                 |                   |
| Днів з опадами            | 0                 | 0                 | 0                 | 0                 | 0                 | 0                 | 0                 | 0                 | 0                 | 0                 | 0                 | 0                 |                   |
| ------------------------- | ----------------- | ----------------- | ----------------- | ----------------- | ----------------- | ----------------- | ----------------- | ----------------- | ----------------- | ----------------- | ----------------- | ----------------- | ----------------- |
| Джерело: Climate-Data.org |                   |                   |                   |                   |                   |                   |                   |                   |                   |                   |                   |                   |                   |

## Галерея

Храм Рамсеса II
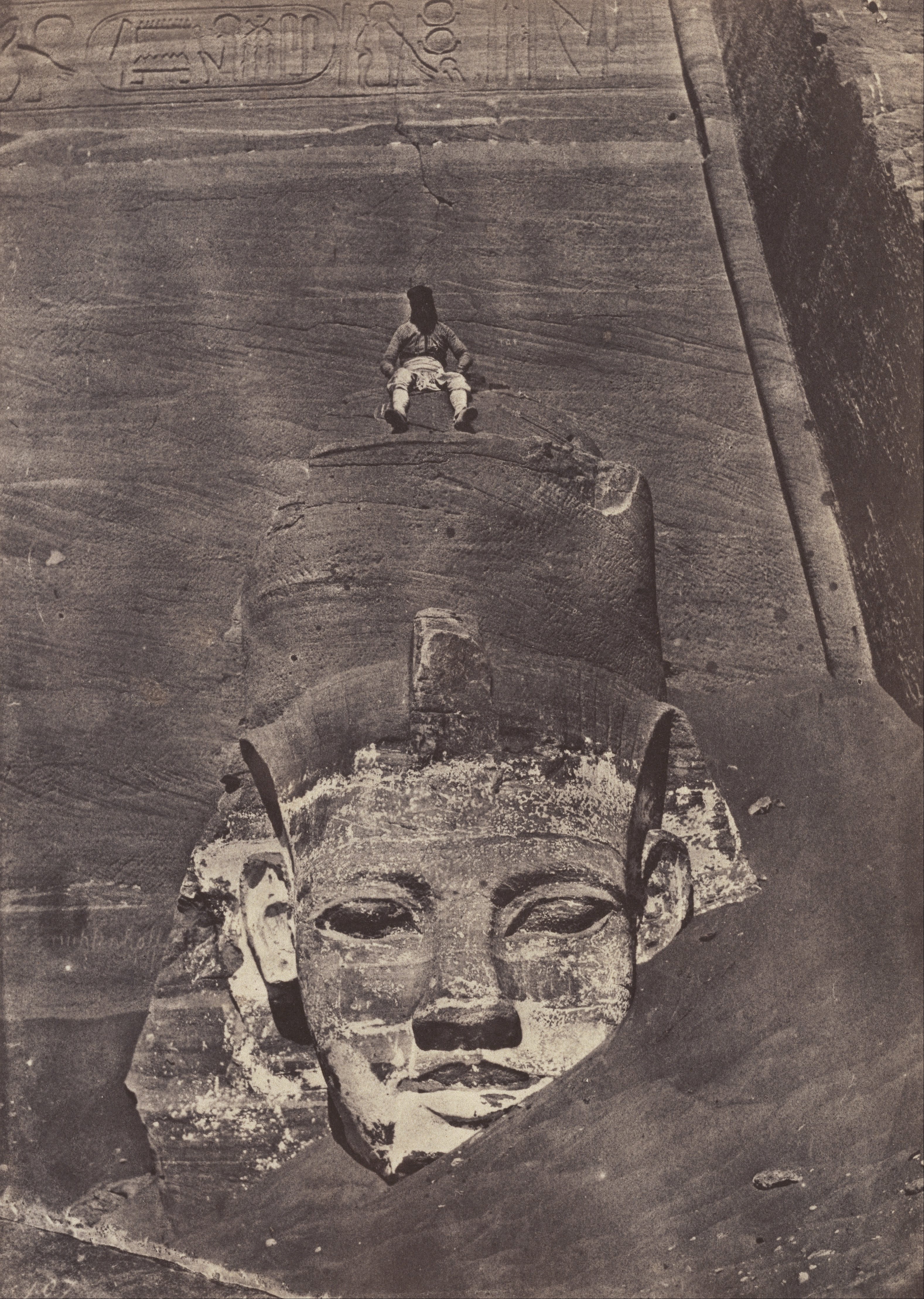
Самий західний Колос, 1850 р, фото Максим Ду Камп
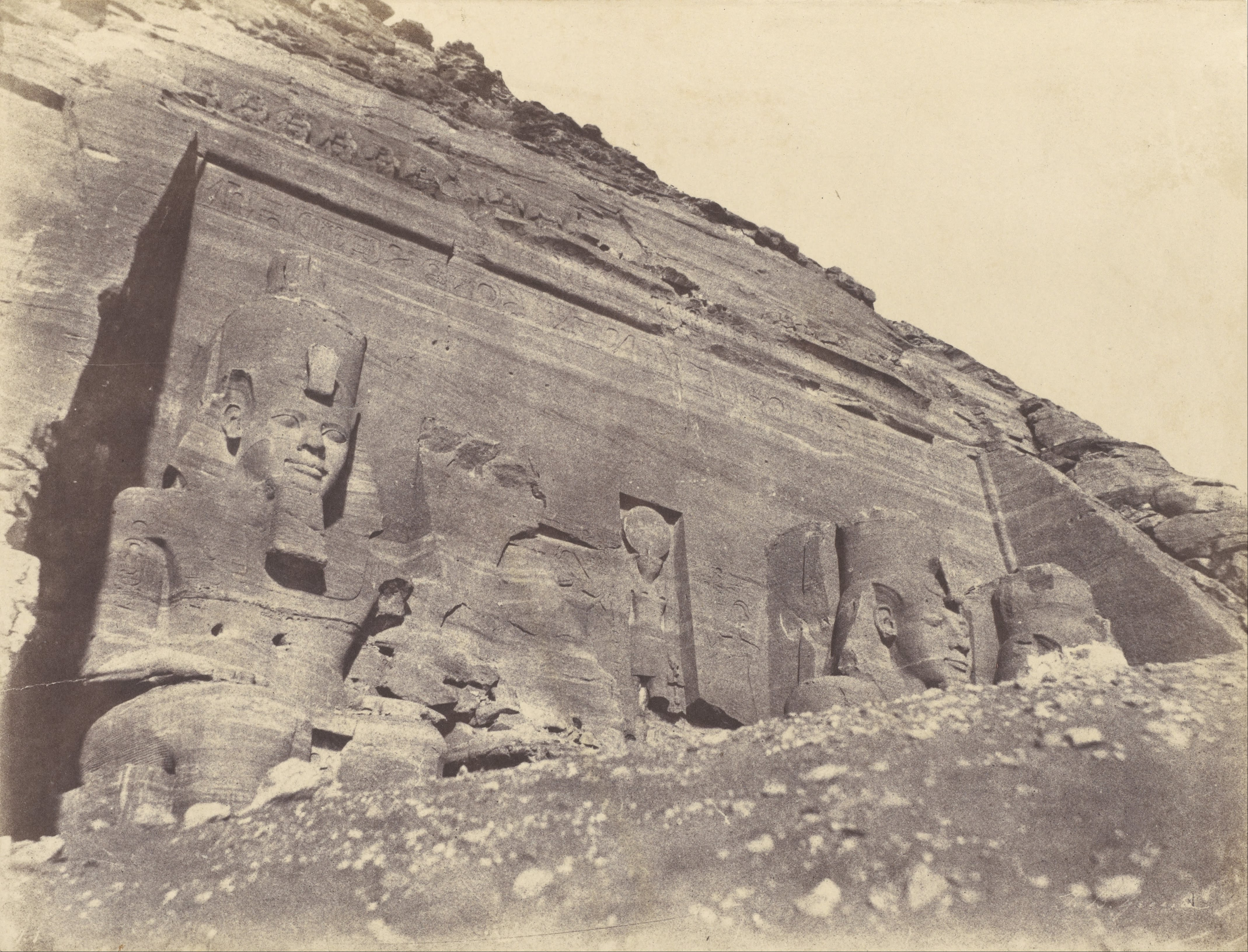
Одне із самих ранніх фото, 1854 р., автор Джон Біслі Грін[en]
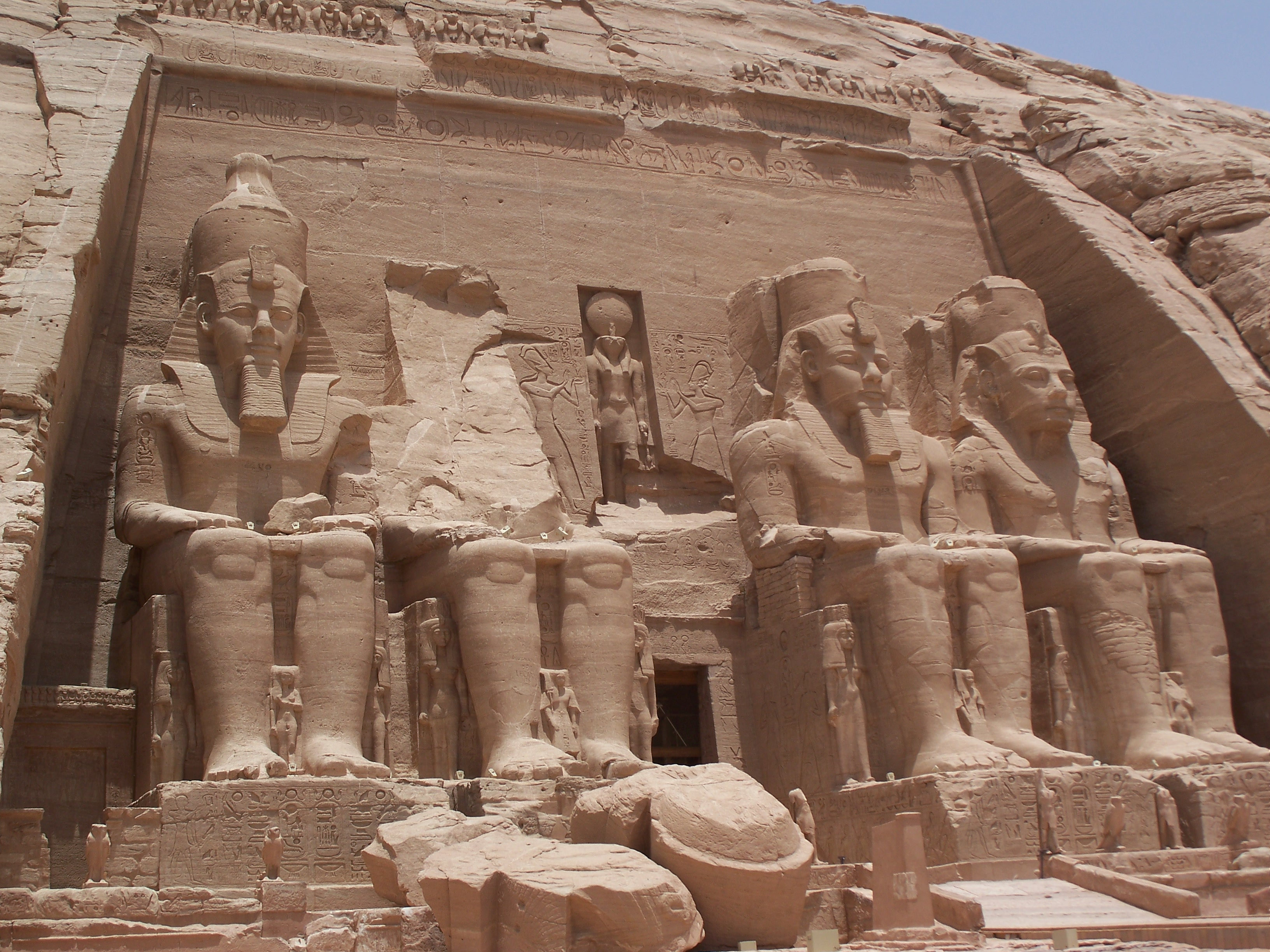
Храм Рамсеса II, фото зроблене в 2007
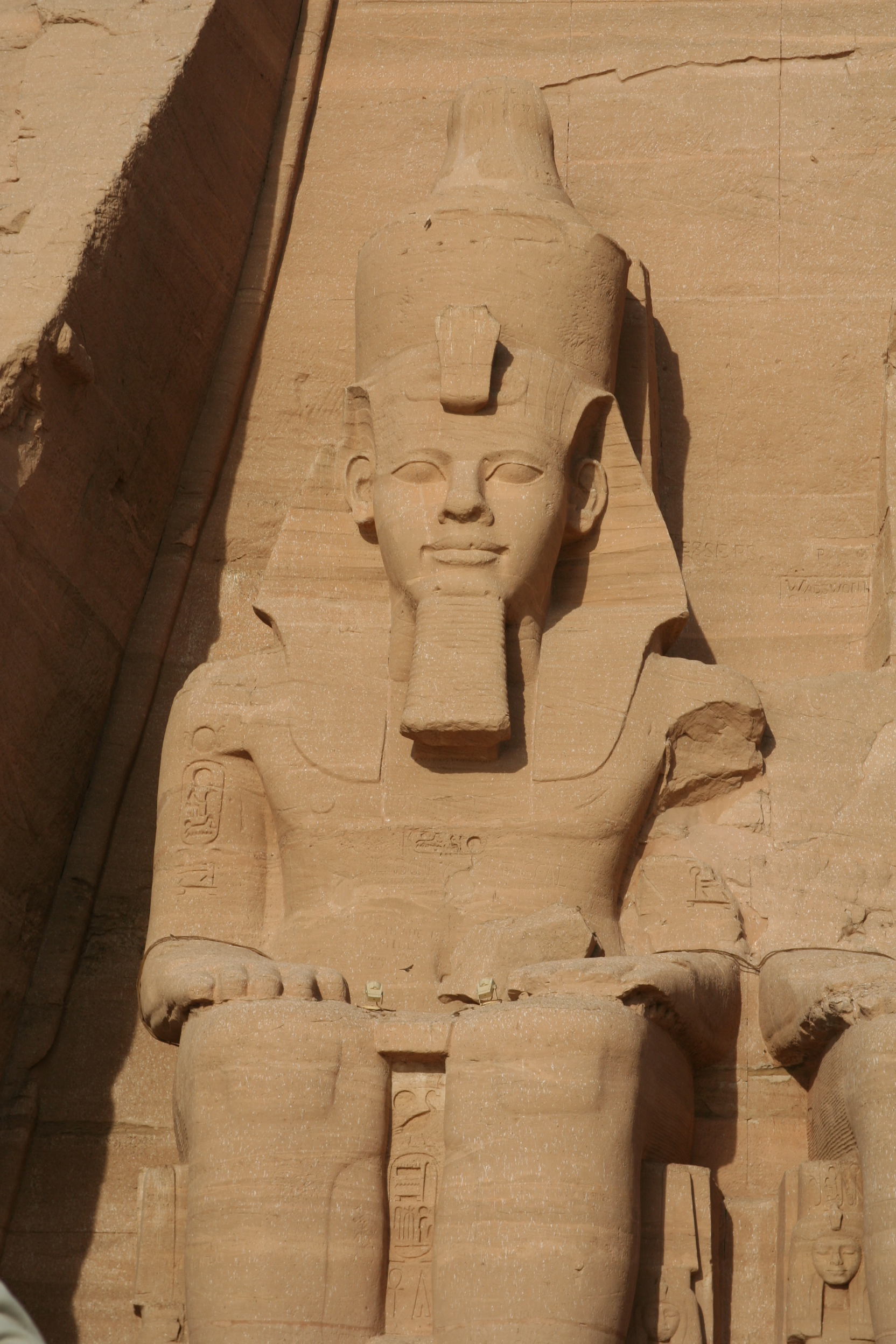
Великий план самої лівої статуї храму Рамсеса II
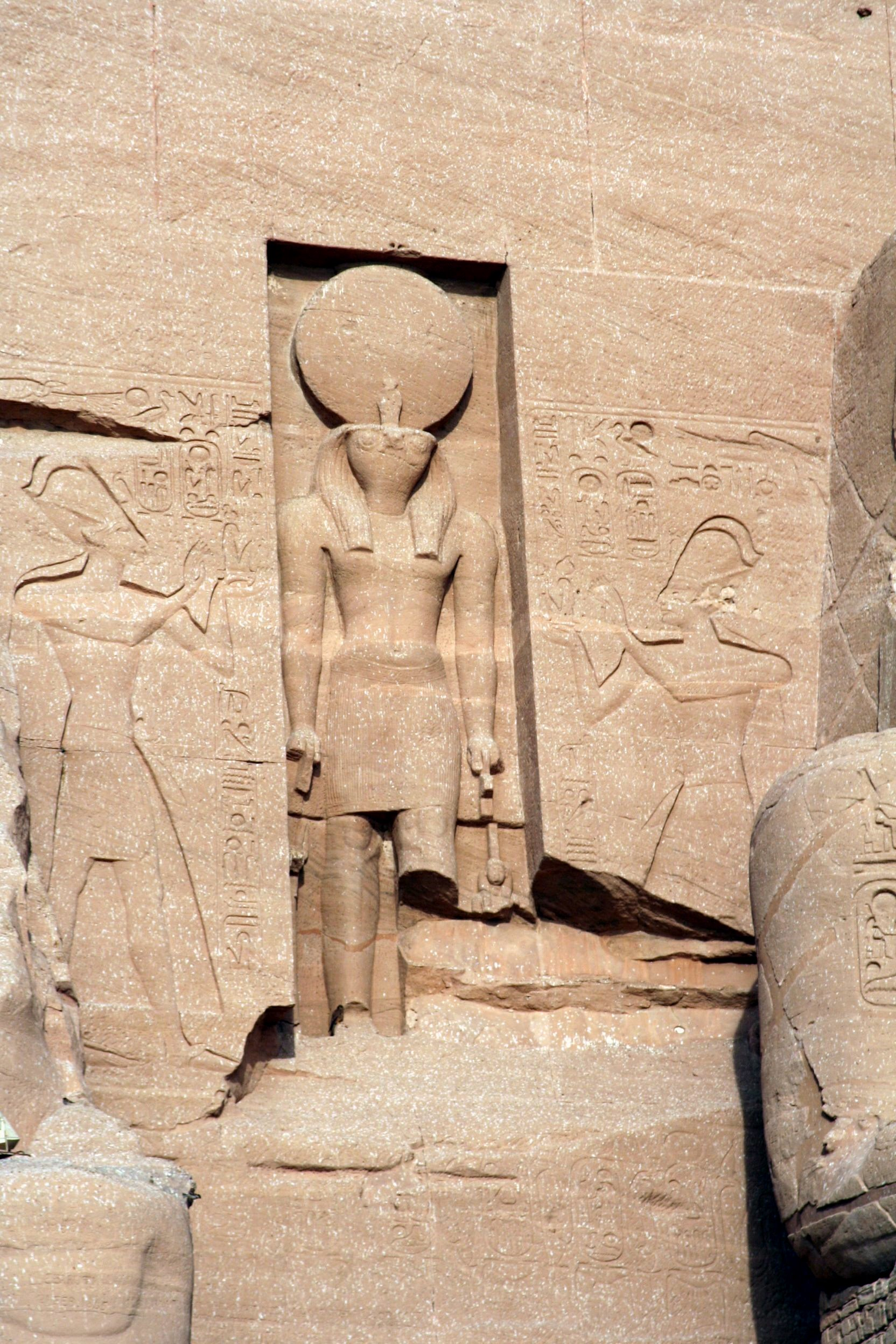
Центральна, внутрішня статуя Ра-Горахти в Великому Храмі
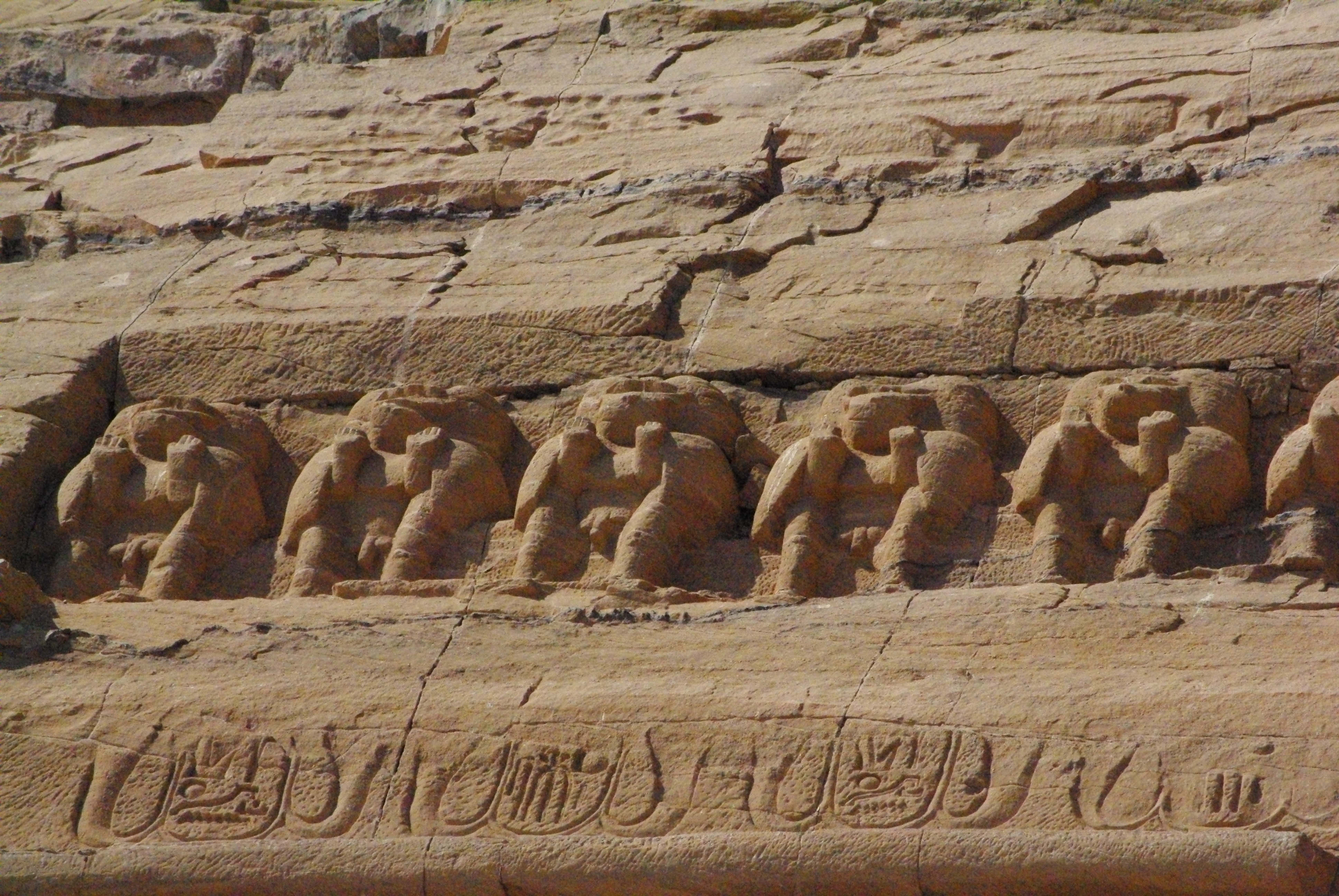
Статуї бабуїнів, вирізьблених над головами статуй Рамсеса Великого Храму
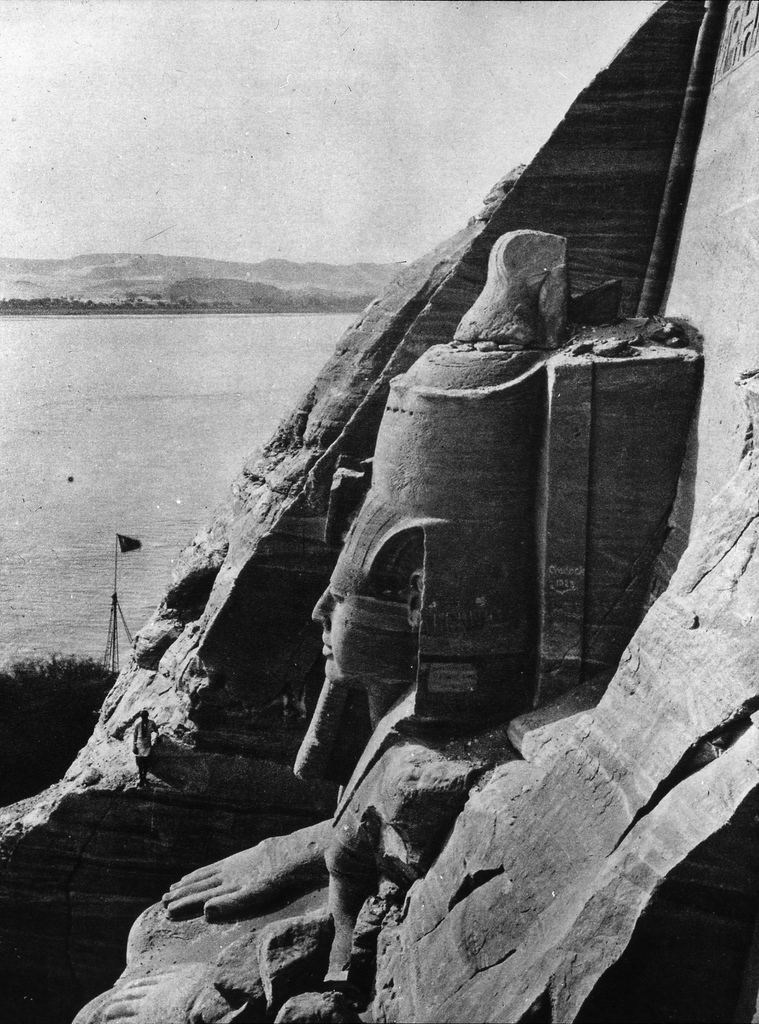
Вид на Великий Храм з правої сторони, авторство фото відносять до Вільяма Генрі Гуд'їра[en] (до 1923)
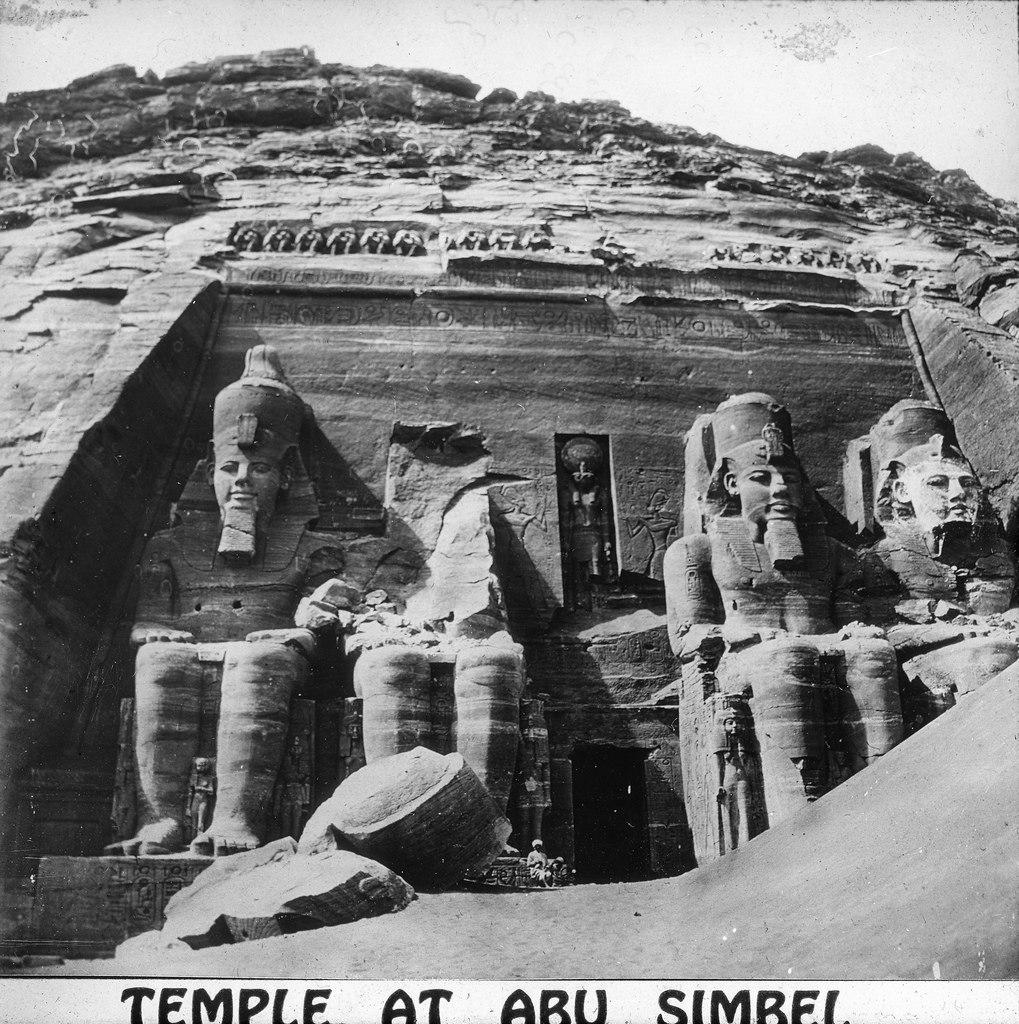
Фронтальний вид Великого Храму зроблене до 1923
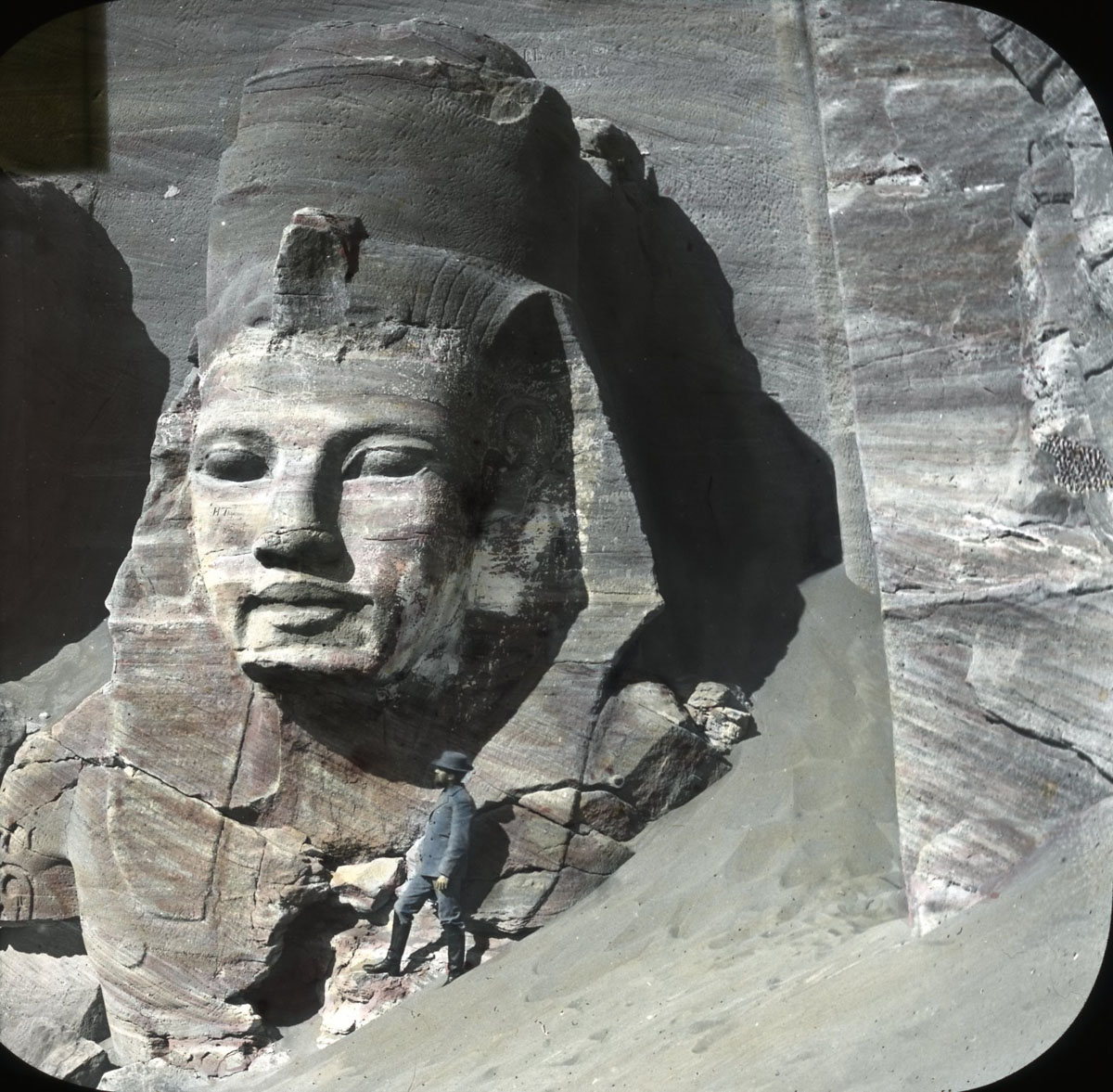
Вигляд на саму праву статуї Великого Храму, частково відкопаного, із фігурою людини (ймовірно Вільяма Генрі Гуд'їр[en] ) для показу масштабу
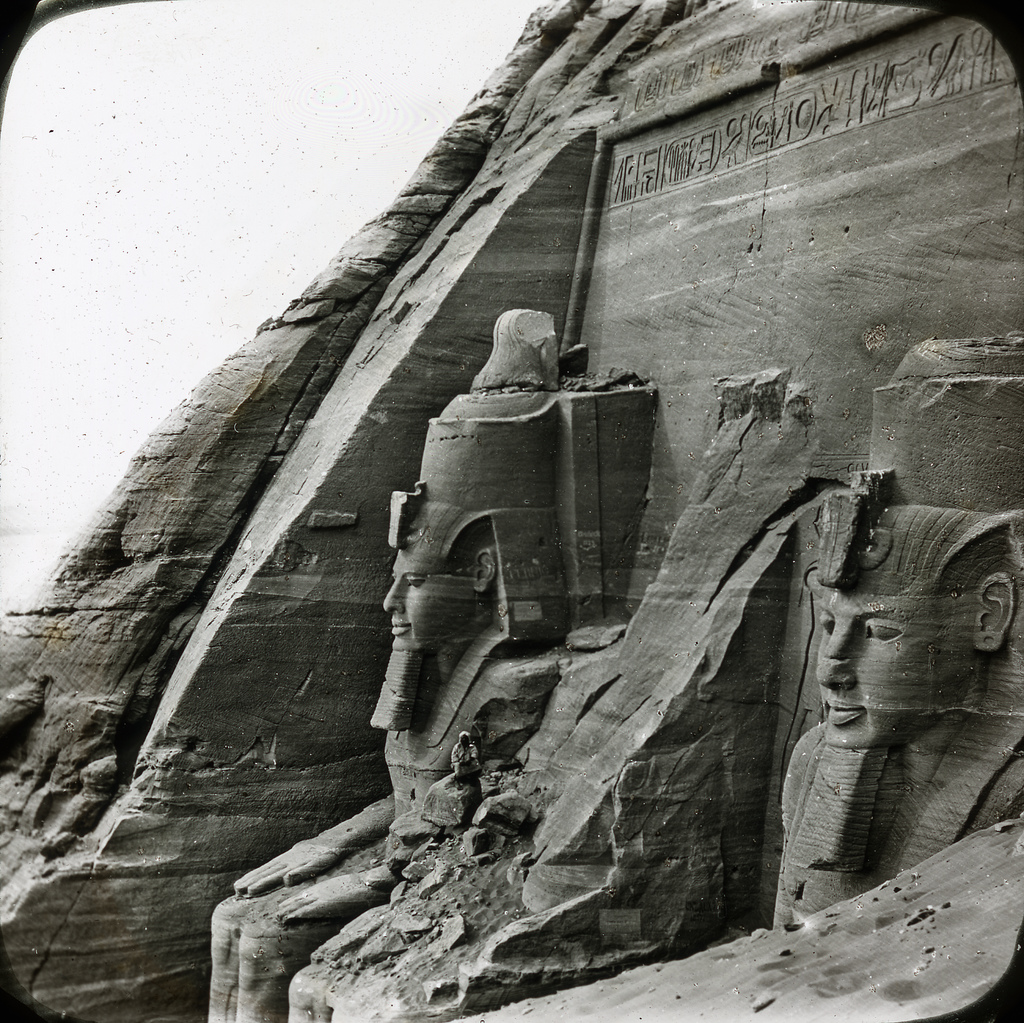
Вигляд на колосальні статуї Великого Храму, частково розкопані
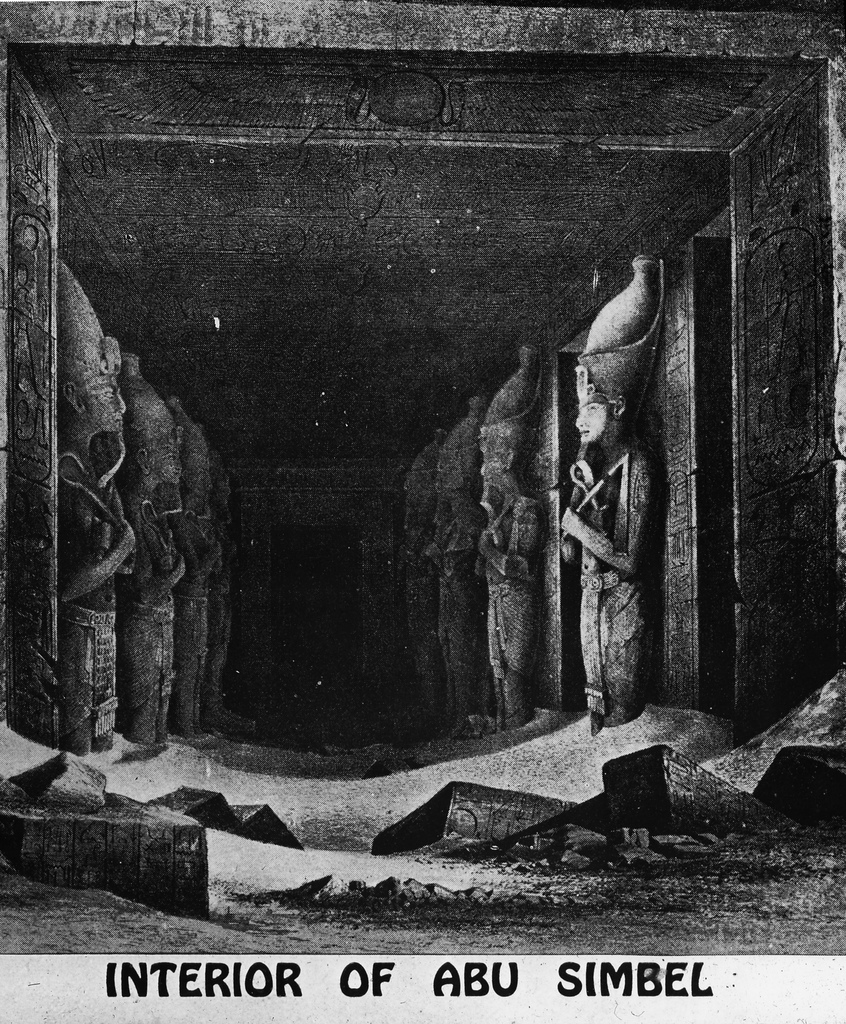
Інтер'єр Великого Храму, перед очищенням
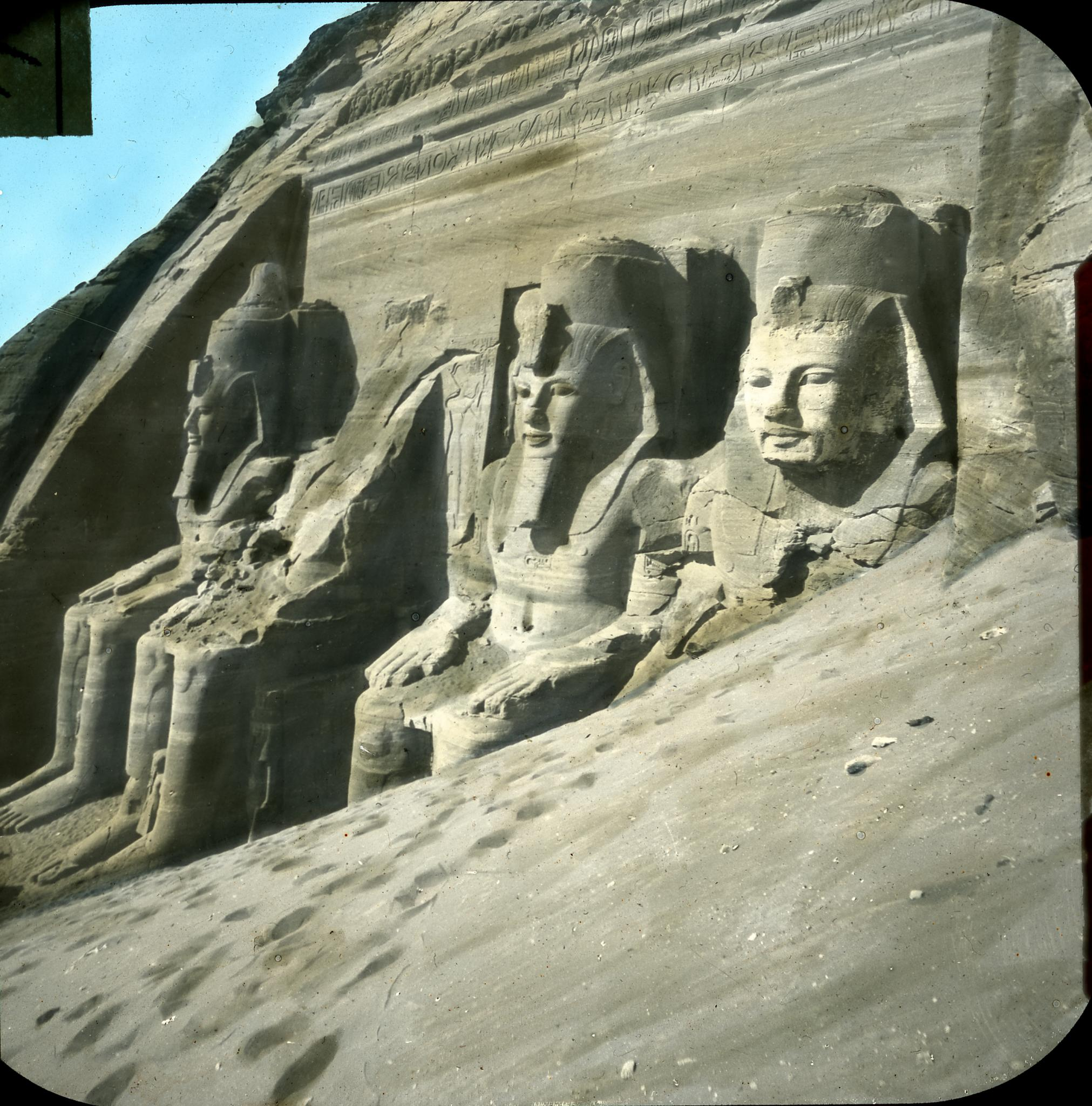
Кольорове фото Великого Храму з правої сторони, частково розкопане, зроблене до 1923
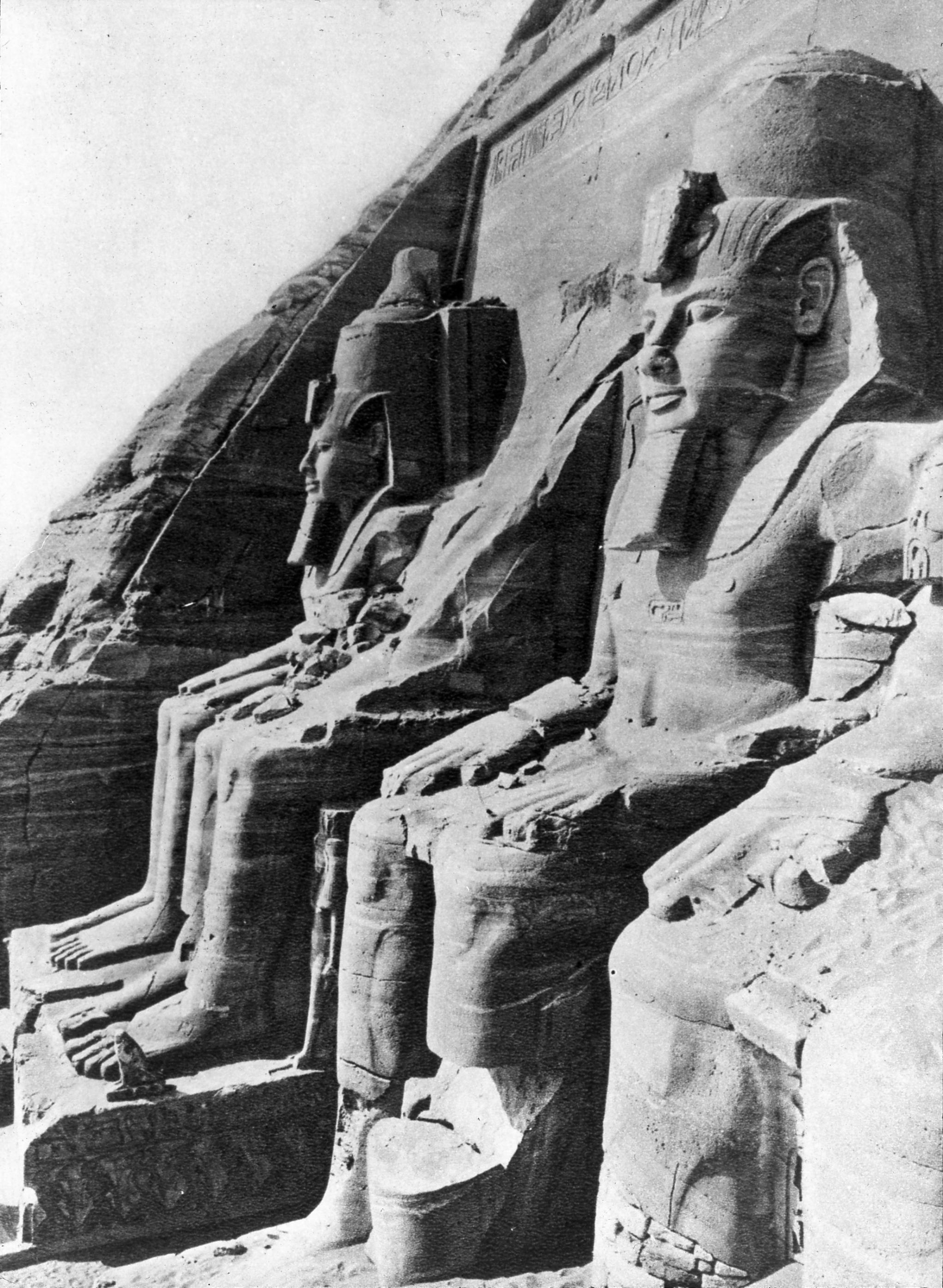
Вид на Великий Храм з правої сторони, зроблене до 1923
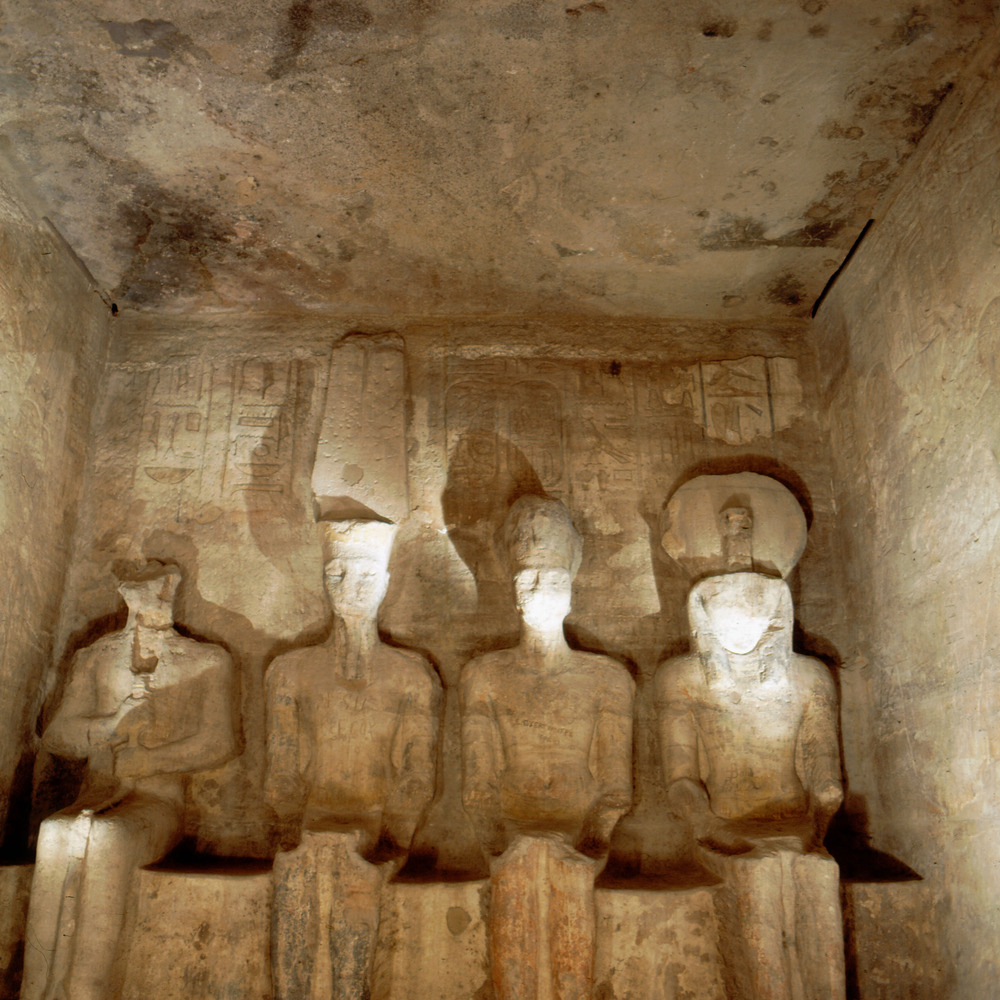
Храм Абу-Сімбел, чотири статуї святих божеств у святилищі

Храм Нефертари
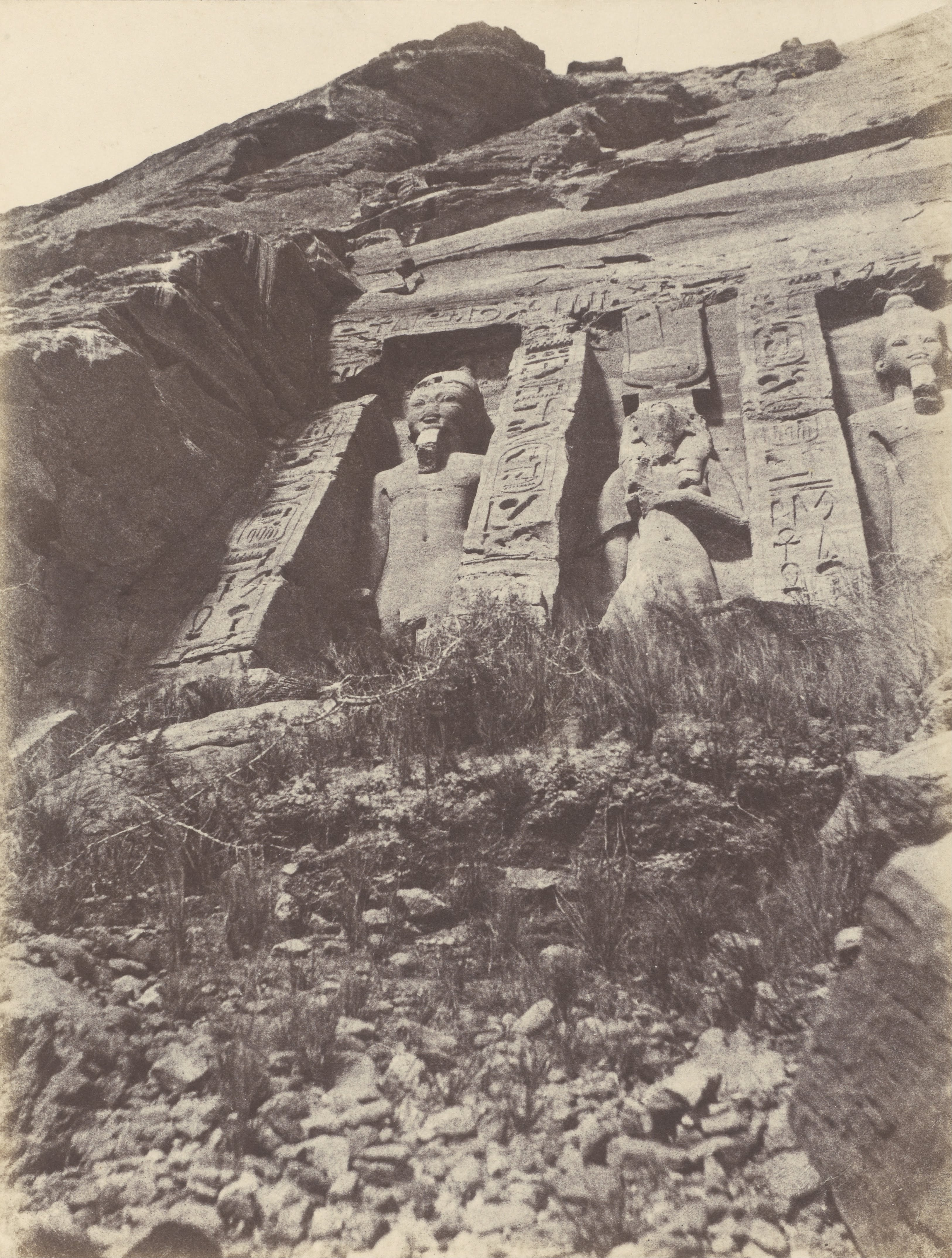
Одне із самих ранніх фото, 1854 р., автор Джон Біслі Грін[en]
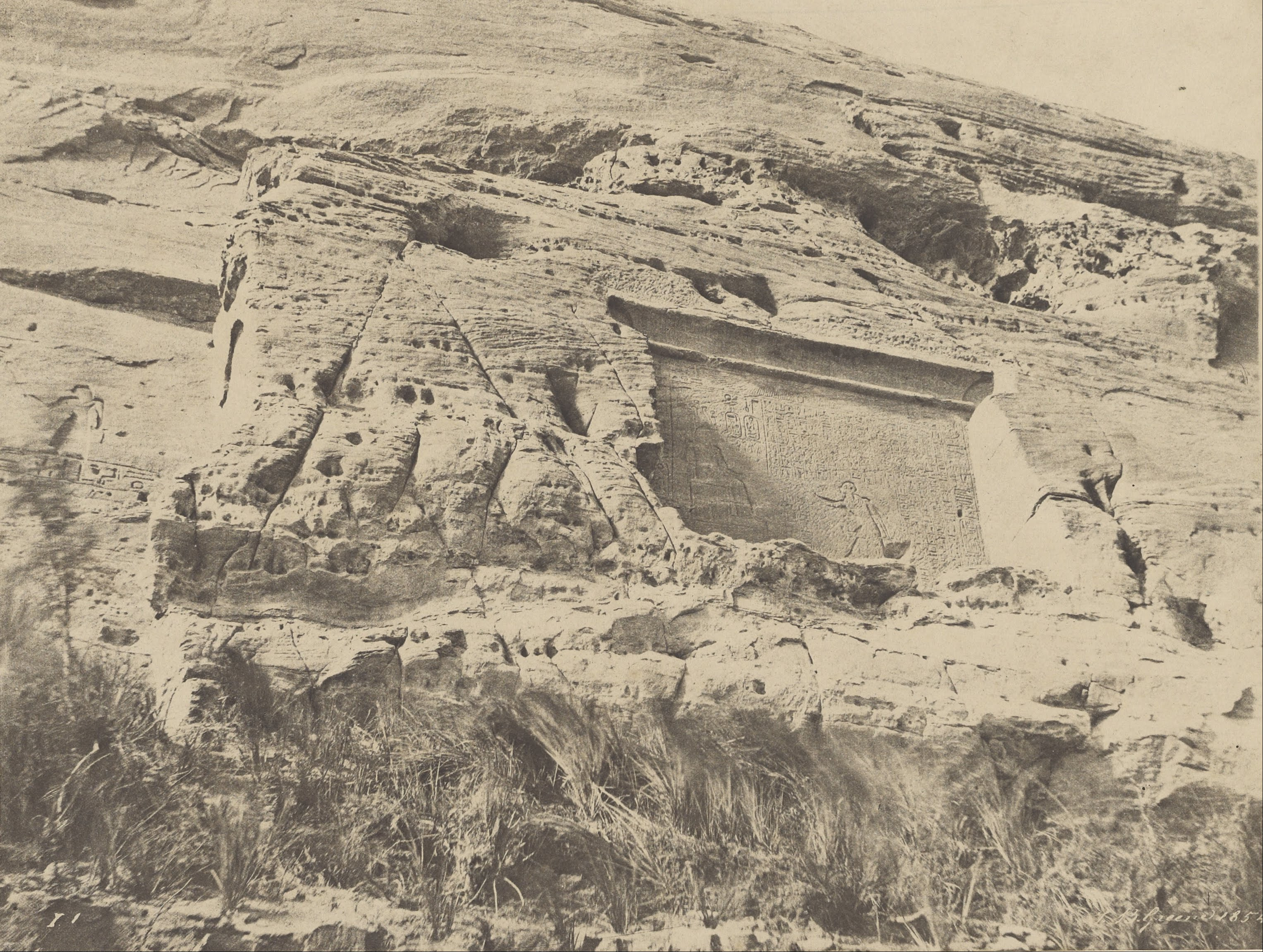
Одне із самих ранніх фото, 1854 р., автор Джон Біслі Грін[en]
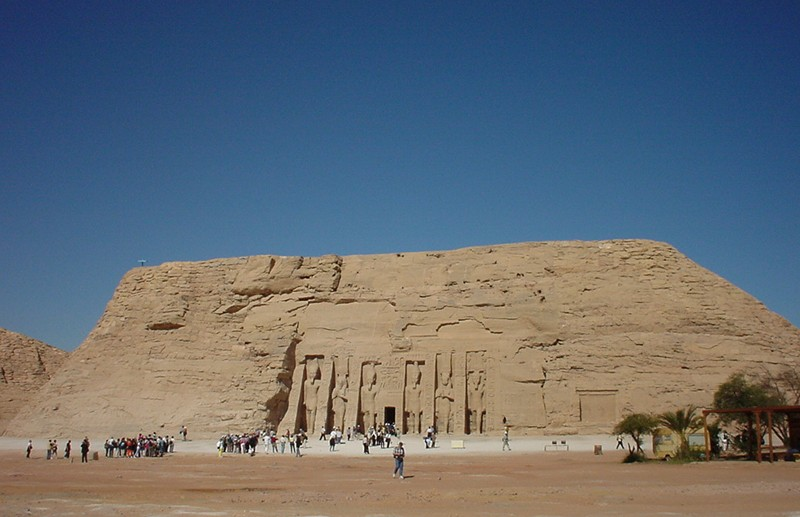
Малий храм в місці своєї ре-локації, 1999
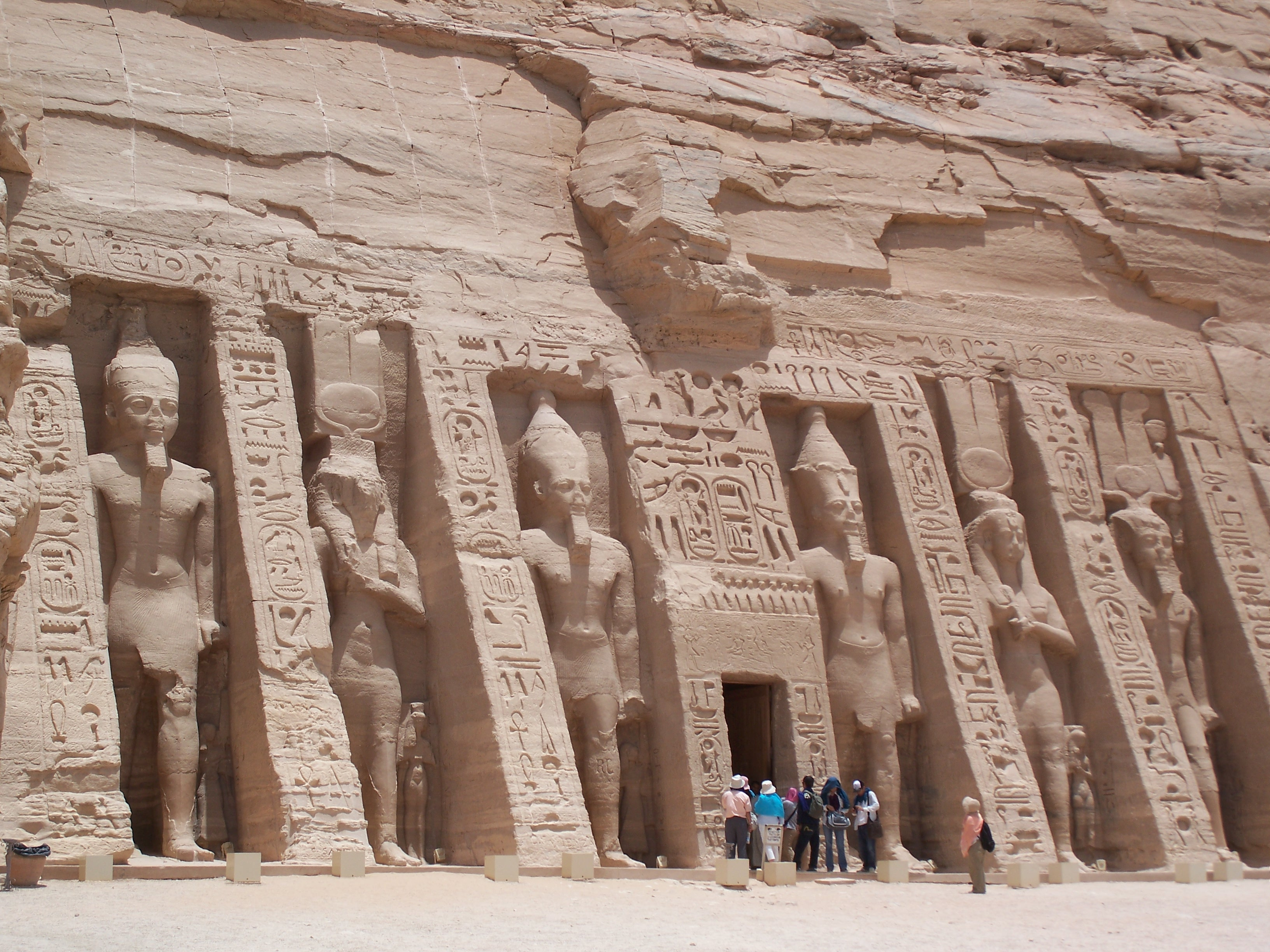
Вигляд Малого Храму зблизька, 2007

Абу-Сімбел
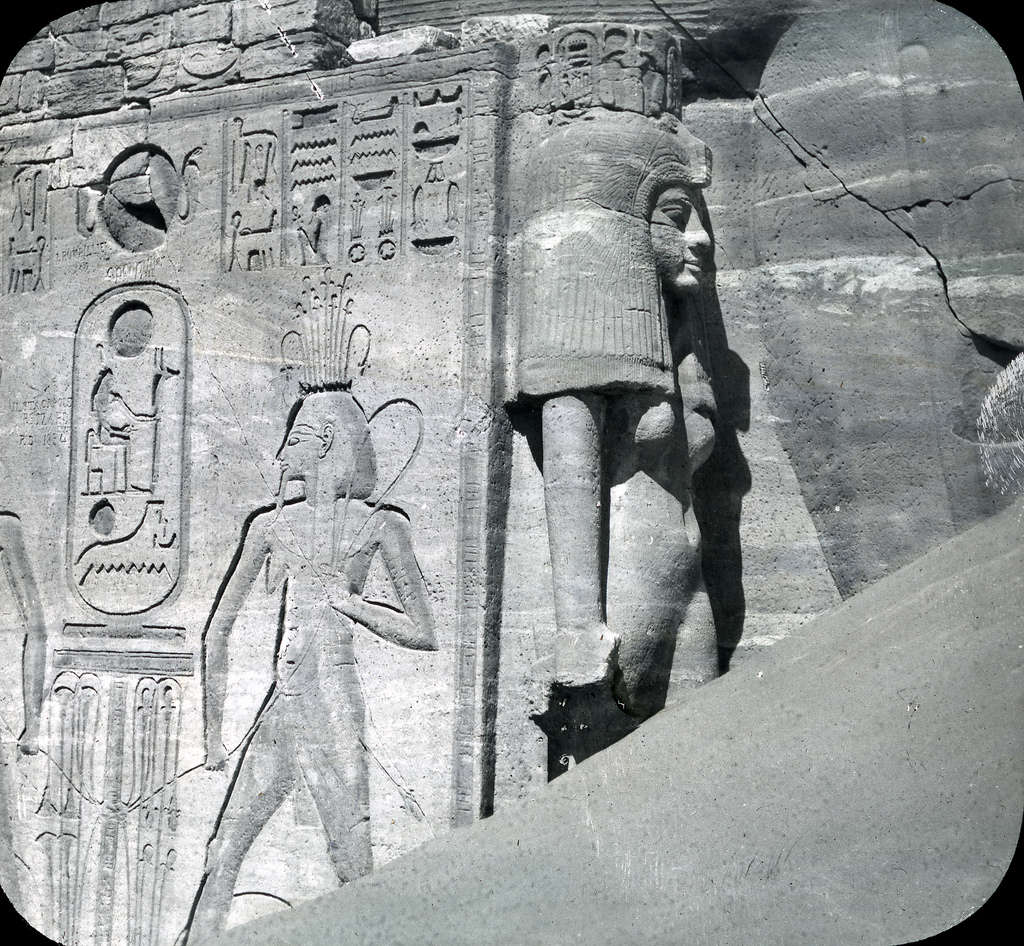
Напис на вході Великого Храму. Архів Бруклінського музею Хупера
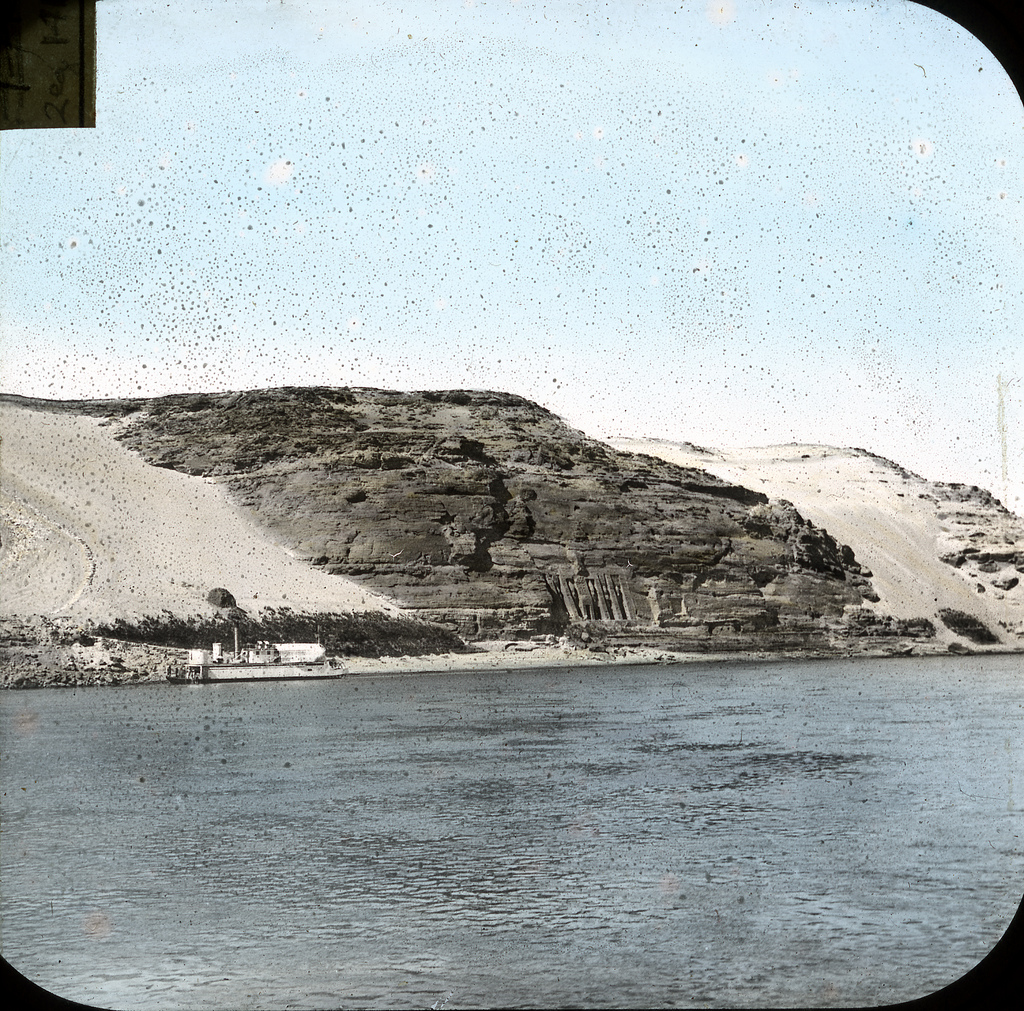
Малий Храм у первинному розташуванні, до переміщення. Архів Бруклінського музею Гуд'їра
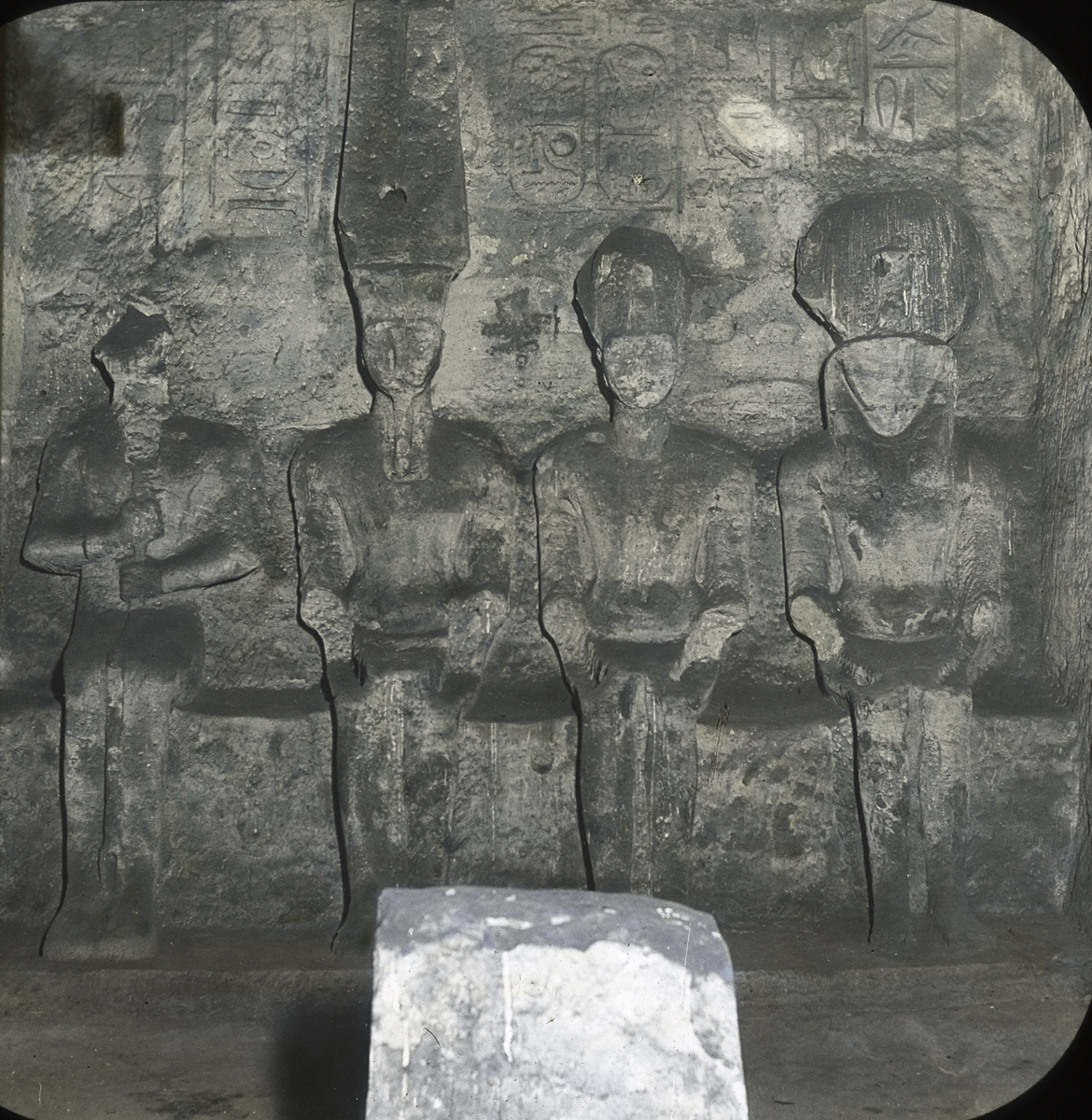
Статуї в святилищі Великого храму
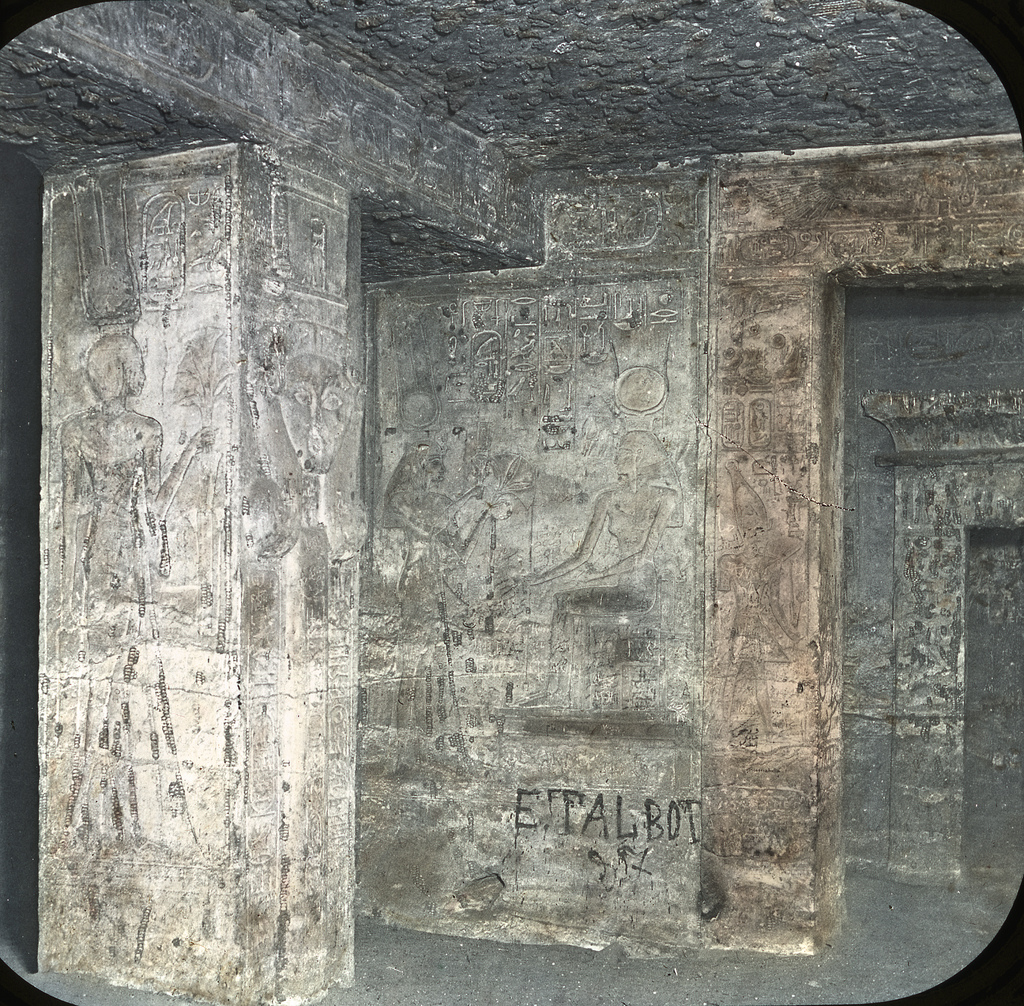
Інтер'єр храму Нефертари (королеви) в Абу-Сімбел, з графіті
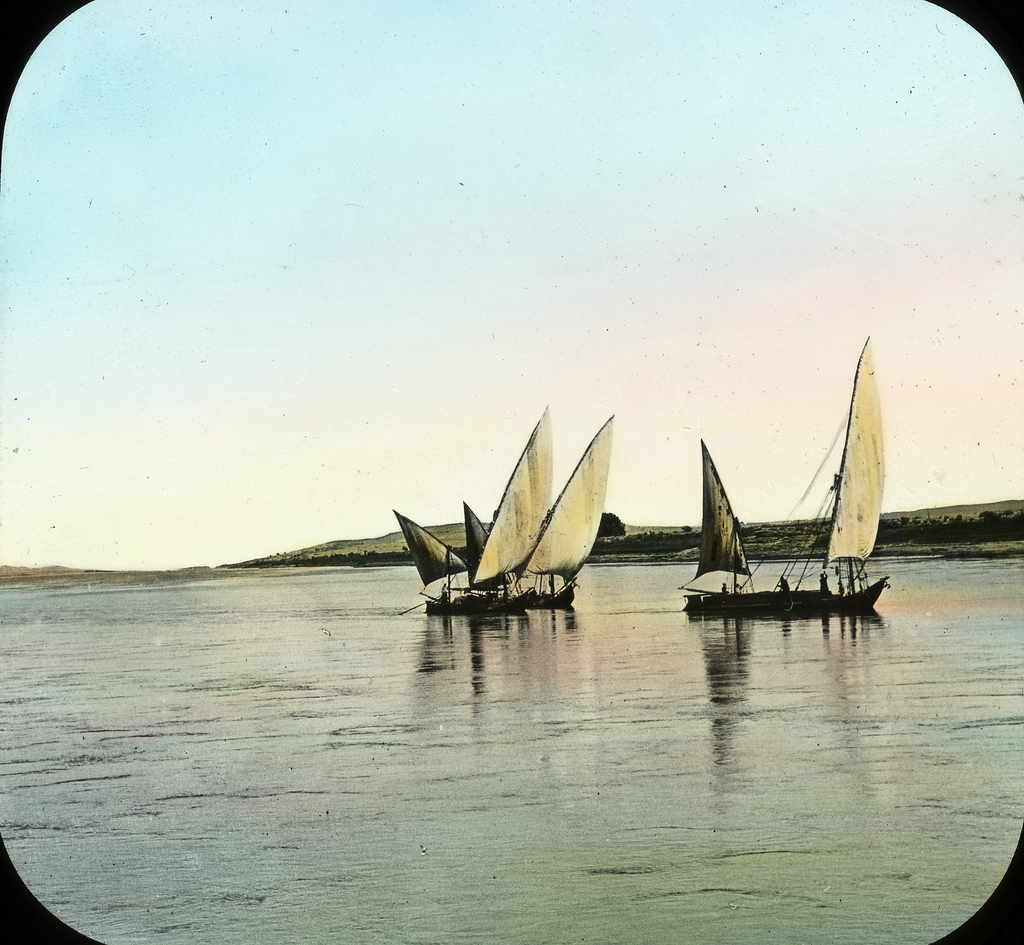
Вигляд на Ніл з Абу-Сімбел, період фото до 1923. Архів Бруклінського музею